# 2017年のスポーツ
< 2017年
- 年度別スポーツ記事一覧

2017年のスポーツでは、2017年（平成29年）のスポーツ関連の出来事についてまとめる。
2017年前後：2016年のスポーツ - 2017年のスポーツ - 2018年のスポーツ

## できごと
記事の肥大化防止のため、下記のスポーツはそれぞれの個別記事に記載、参照すること。
2017年の野球（プロ野球、MLB）、2017年のサッカー、2017年の相撲、2017年のバレーボール、2017年のバスケットボール、2017年の日本競馬、2017年の自転車競技（競輪）、2017年のNFL
ただし上記に含まれるスポーツのうち、世界的な影響があった事件、一般社会に対しても長期的かつ大きな影響を及ぼした事件や快挙、複数のスポーツに跨る事態等については本項に重複記載する。

### 1月
- 1日
  - 【ゴルフ】  イギリスのゴルフ団体であるR&Aと女子ゴルフ統括団体レディース・ゴルフ・ユニオン（LGU）が統合し、新生R&Aが誕生[1]。
  - 【体操】 国際体操連盟第9代会長に渡邊守成（日本体操協会専務理事）が就任（任期：4年間）[2]。
- 2日 - 【陸上競技】 第93回東京箱根間往復大学駅伝競走で青山学院大学が3年連続3回目の往路優勝を果たした。3日の復路でも優勝し、総合3連覇を果たした。2010年の早稲田大学以来史上4校目の出雲、全日本、箱根を制して3冠達成を果たした。なお、往路・復路・総合全てを制しての3冠達成は史上初の快挙となった。
- 4日 - 【陸上競技】 1月3日に行われた第93回箱根駅伝・復路の10区（鶴見→東京・大手町）で、警察官の連携・規制ミスにより神奈川大学の選手が車にはねられそうになっていたことが判明。警視庁は「今回の件を受け警察官の増員を検討している」とし[3]、また大会主催者の関東学生陸上競技連盟は「警視庁と連携して再発防止に努める」とコメント[4]。
- 6日 - 【スノーボード】 全日本スキー連盟は、2016年2月に札幌市内で飲酒をしていた未成年選手3名と、未成年と知りながらそれを黙認していた成人選手2名の強化指定を取り消したことを発表。これにより5名はワールドカップに出場できなくなった[5]。
- 10日 - 【サッカー】 スイス・チューリヒで行われたFIFA理事会にて、2020年5月に開催国を決定する予定の2026 FIFAワールドカップより、FIFAワールドカップ本大会参加国数を現在の32か国から48か国に増やし、グループリーグは各グループ3か国の16グループ方式とすることを決定[6]。
- 11日 - 【ゴルフ】 プロゴルファーの松山英樹が、3年連続で日本男子ツアーのメンバー登録を見送ったことが判明。理由は非公表[7]。
- 12日 - 【卓球】 日本ペイントが、2018年の日本リーグ加盟を目標に女子卓球部を創設すると発表。活動の拠点は大阪となり、また監督に日本女子代表コーチを務めた経験を持つ三原孝博が就任[8]。
- 13日 - 【ラグビー】 トップリーグ・キヤノンイーグルス監督の永友洋司が、14日に行われるホンダヒート戦をもって退任すると発表[9]。
- 14日 - 【プロボクシング】 後楽園ホールで行われたOPBF東洋太平洋ヘビー級王座決定戦にて、日本ヘビー級王者の藤本京太郎（角海老宝石）がウィリー・ナッシオ（ オーストラリア）を3-0の判定で破りアジア人として初めてOPBF東洋太平洋ヘビー級王座を獲得[10]。
- 15日 - 【陸上競技】 大雪警報の中で施行された全国都道府県対抗女子駅伝競走大会は地元の京都府が3年ぶり16度目の優勝を果たす[11]。
- 17日 - 【ゴルフ】 日本プロゴルフ協会（PGA）会長の倉本昌弘が、大相撲本場所期間中に懸賞金を支出する方針であることを表明。倉本自身が大相撲を観戦したときに「ファン層が重なる。その人達に当協会のレッスンを受けて欲しい」との思いから検討に入ったもの[12]。
- 19日 - 【陸上競技】 昨年12月に開催された『所沢シティマラソン』の男女ハーフマラソンと男子5キロメートル（km）の部でコースの大幅なショートカットやランナーの替え玉走行などの不正があったことが明らかとなり、主催する所沢市は不正を行った3名について失格及び順位・記録の取り消し、大会からの永久追放処分にしたことを発表[13]。
- 21日 
  - 【トライアスロン】 日本U-23トライアスロン選手権の優勝経験を持つ選手が、宮崎県綾町内で自転車練習中に崖から転落し、ドクターヘリで病院へ搬送されたものの死亡する事故が発生[14]。
- 22日 
  - 【卓球】全日本卓球選手権大会女子シングルス決勝で、平野美宇（JOCエリートアカデミー）が石川佳純（全農）を破り、1988年に同種目で優勝した佐藤利香（京浜女子商業高等学校）が保持していた17歳1ヶ月を更新し、16歳9か月で史上最年少優勝[15]。この大会の結果を受けて第54回世界卓球選手権個人戦（5月下旬、 ドイツ・デュッセルドルフ）に出場する日本代表選手が発表された。
    - 男子は水谷隼（ビーコン・ラボ）、丹羽孝希（明治大学）、森薗政崇（明治大学）、松平健太（ホリプロ）、村松雄斗（東京アート）、吉村真晴（名古屋ダイハツ）、大島祐哉（ファースト）、田添健汰（専修大学）、張本智和（JOCエリートアカデミー）が選ばれた。張本は13歳6ヶ月で、男女を通じて史上最年少の卓球日本代表選手となる[16]。
    - 女子は平野、石川のほか、伊藤美誠（スターツ）、加藤美優（吉祥寺クラブ）、佐藤瞳、早田ひな（希望が丘高等学校）、前田美優（日本生命）が選ばれた[16]。

  - 【陸上競技】 全国都道府県対抗男子駅伝で、第4中継所直前で首位に立った長野県が、一旦第6中継所直前で福岡県に逆転されながらも最終7区で再逆転しトップでゴールし、3年ぶり7度目の優勝[17]。
- 23日 -【大相撲】 横綱審議委員会、両国国技館で11人中8人の委員が出席して会議を開き、初場所で優勝した大関稀勢の里寛を全会一致で横綱に推薦[18]。2日後の25日に行われた番付編成会議において横綱昇進を全会一致で正式決定した。日本出身力士の横綱昇進は1998年夏場所後の若乃花勝以来19年ぶり[19]、また茨城県出身力士の横綱昇進は1936年春場所後の男女ノ川登三以来81年ぶり[20]。
- 29日
  - 【ノルディックスキー】 ノルディックスキー女子ジャンプワールドカップ個人第12戦（ ルーマニア・ルシュノフ（ルーマニア語版））で、高梨沙羅（クラレ）が247.3点（1本目96m、2本目97.5m）で優勝、女子選手として初となるワールドカップ通算50勝を達成[21]。
  - 【競泳】 東京都選手権男子200メートル平泳ぎ決勝で、渡辺一平（早稲田大学）が2分6秒67を記録、2012年に山口観弘が記録した2分7秒01を上回り世界新記録を樹立[22]。
  - 【陸上競技】 大阪国際女子マラソンで、重友梨佐（天満屋）が、2時間24分22秒で5年ぶり2度目の優勝[23]。

### 2月
- 5日
  - 【陸上競技】 別府大分毎日マラソンで、中本健太郎（安川電機）が2時間9分32秒でフルマラソン初優勝[24]。
  - 【サッカー】 第31回アフリカネイションズカップ（ ガボン）で、カメルーンがエジプトを2-1で下し、8大会ぶり5回目の優勝とともに、FIFAコンフェデレーションズカップ2017にCAF代表として出場権獲得[25]。
  - 【アメリカンフットボール】 第51回スーパーボウル（ アメリカ合衆国・NRGスタジアム）で、ニューイングランド・ペイトリオッツが、アトランタ・ファルコンズに後半25点差をつけられながら追い付き、スーパーボウル史上初のオーバータイムとなった試合を34-28で制しスーパーボウル史上最大の逆転勝利、5回目の優勝[26]。
  - 【ゴルフ】 米国PGAツアー『フェニックス・オープン』で松山英樹が4ホールに及ぶプレーオフの末自身初の連覇を達成。この勝利でツアー通算4勝目をマークし日本人におけるツアー最多勝利[注 1] を更新した[27]。
- 8日 - 【ゴルフ】 第5回日本プロゴルフ殿堂の顕彰者が発表され、レジェンド部門は陳清水（台湾）、河野高明、清元登子が、またプレーヤー部門は島田幸作、村上隆、涂阿玉（台湾）がそれぞれ殿堂入りを果たした[28]。
- 10日 - 【空手】 近畿大学空手部の1年生部員が昨年12月末、大阪府東大阪市内で友人の少年と共に財布などをひったくったとして大阪府警に1月30日に逮捕されていたことが判明。これを受け大学は部員を退学処分に、また空手部は1か月の活動禁止処分とした[29]。
- 12日 - 【アイスホッケー】 平昌五輪最終予選グループDにおいて、日本代表が3戦全勝で2018年平昌オリンピック出場権を獲得し、全競技を通じて日本の同五輪出場権獲得第1号となった[30]。
- 15日・16日 - 【スキージャンプ】 W杯女子第17戦及び第18戦（ 韓国・平昌）で、第17戦では高梨沙羅が2位に入って2年連続四度目の総合優勝を確定させ、荻原健司（ノルディック複合）を抜き日本人最多記録を更新[31]。高梨は翌日の第18戦で1本目2位から逆転優勝し今季9勝目を挙げると共に、男子のグレゴア・シュリーレンツァウアー（ オーストリア）が持つスキージャンプW杯通算53勝に並んだ[32]。
- 17日 - 【オートレース】 JKAは、現役最年長（75歳）レーサーである谷口武彦の3月一杯での引退を発表[33]。3月7日に行われた浜松オート第4競走が最後のレースとなった[34]。
- 18日
  - 【サッカー・ラグビー】北九州市小倉北区に、球技専用スタジアム「ミクニワールドスタジアム北九州」開業、仮こけら落としとしてラグビー「サンウルブズ対トップリーグ選抜」による震災復興支援チャリティーマッチが行われた[35]。サッカーJ3のギラヴァンツ北九州がフランチャイズとして使用する[36]。
- 21日 - 【プロボクシング】元WBA世界スーパーバンタム級王者の下田昭文（帝拳ジム）が自身のブログ上で現役引退を表明した[37]。
- 22日 - 【五輪】 2024年夏季五輪に立候補していたブダペスト（ ハンガリー）が、「（五輪招致）反対派の動きが加速した」ことを理由に招致を断念したことが判明[38]。
- 25日・26日 - 【スケート】 世界スプリント選手権（ カナダ・アルバータ州カルガリー・オリンピックオーバル）の女子の部で小平奈緒（相澤病院）が2日間合計146.390点を挙げて日本女子選手として初の総合優勝を果たした[39]。
- 26日
  - 【陸上競技】 11回目となる東京マラソン（東京都庁前スタート→東京駅前ゴール）が開催され、エリートマラソン男子の部では前世界記録保持者のウィルソン・キプサング・キプロティチ（ ケニア）が2時間3分58秒で優勝[40]、エリートマラソン女子の部ではサラ・チェプチルチル（英語版）（ ケニア）が2時間19分47秒で優勝[41]、男女共に日本国内最高タイムを記録するレースとなった。
  - 【プロボクシング】 WBO世界ミニマム級暫定王座決定戦（熊本県上天草市・松島総合運動公園「アロマ」）で、熊本市出身の福原辰弥（本田フィットネス）がモイセス・カジェロス（ メキシコ）に2-1の判定勝ちを収め熊本のボクシングジム所属選手として初の世界王者となった[42]。
  - 【ゴルフ】 この日発表された最新の世界ランキングで、松山英樹が1987年の中嶋常幸と並んで日本人最高となる4位に浮上[43]。

### 3月
- 2日 - 【プロボクシング】 WBC世界バンタム級タイトルマッチ（両国国技館）で、山中慎介（帝拳ジム）がカルロス・カールソン（ メキシコ）に7回57秒TKO勝ちを収め具志堅用高の持つ日本人男子ボクサーとして最多となる13連続世界王座防衛記録にあと1つと迫る12度目の防衛に成功した[44]。
- 6日 - 【野球】 2017 ワールド・ベースボール・クラシック（WBC）が開幕[45]。
- 8日 - 【スキー】 2017年フリースタイルスキー&スノーボード世界選手権（英語版）（ スペイン・シェラネバダ）初日の男子モーグルで、堀島行真（中京大学）が決勝で88.54点を挙げ、初出場で初優勝を果たし、オリンピック・世界選手権を通して日本男子選手初となる金メダルを獲得した[46]。
- 12日
  - 【陸上競技】 ロンドン世界選手権代表選考会を兼ねた名古屋ウィメンズマラソンで、マラソン初挑戦の安藤友香（スズキ浜松アスリートクラブ）が日本女子マラソン歴代4位、そして初マラソン日本最高記録となる2時間21分36秒で2位に入り、日本陸上競技連盟（以下日本陸連と表記）が定める代表派遣設定記録（2時間22分30秒以内）を突破し即刻世界選手権代表に内定した[47]。なお同大会及び同時開催されていた名古屋シティマラソンに参加した女性ランナー3名が一時心肺停止状態に陥っていたことが判明。3名は蘇生処置を受けながら病院に搬送され、このうち1名はその日のうちに退院した[48]。
  - 【ゴルフ】 日本女子ツアー『ヨコハマタイヤプロギアレディス』で、全美貞（ 韓国）がプレーオフの末優勝し賞金1440万円を獲得。日本女子プロゴルフ史上4人目となる生涯獲得賞金10億円を突破した[49]。
  - 【競艇】 開催中の丸亀競艇場にこの日の夕方、「19時に丸亀競艇場を爆破する」との予告電話があったため安全確保のため第7競走以降を中止。場内を捜索したが爆発物は発見できなかったため、香川県警丸亀署は威力業務妨害の疑いで捜査[50]。さらに26日には鳴門競艇場にも中年の男の声で同様の爆破予告電話があり、安全確保のため第5競走以降を中止。場内の捜索では爆発物は発見できず、徳島県警鳴門署は威力業務妨害の疑いで捜査[51]。
- 13日 - 【プロボクシング】 後楽園ホールで行われたWBA女子世界フライ級王座決定戦に於いて、藤岡奈穂子（竹原&畑山ジム）がイサベル・ミジャン（ メキシコ）に10回21秒TKO勝ちを収め男女を通じて日本人初となる4階級制覇を果たした[52]。
- 18日 
  - 【スキージャンプ】 2017年日本国内最終戦『伊藤杯シーズンファイナル』で、伊藤有希（土屋ホーム）が1本目にスキー板を左右取り違えて履き間違えるハプニングに襲われながらも大会三連覇を達成[53]。
  - 【陸上競技】 ヤマダ電機は、モンテローザ陸上部から選手5人が4月1日付で移籍すると発表。今回の移籍は同陸上部の廃部に伴うもの[54]。
- 19日 - 【スキージャンプ】 W杯個人第24戦のフライングヒルで葛西紀明が2位に入り、自身が持つW杯最年長表彰台記録を44歳9か月に更新[55]。葛西は26日に行われた最終戦（個人第26戦）でも3位に入賞し、最年長表彰台記録をさらに更新した[56]。
- 20日 
  - 【フィギュアスケート】 日本スケート連盟は、 フィンランド・ヘルシンキで行われる世界選手権に出場予定だった宮原知子（関西大学）が左股関節疲労骨折の回復遅れの影響により出場を辞退し[57]、補欠の本郷理華（邦和スポーツランド）が繰り上がり出場することを発表[57]。
  - 【五輪】 2020年の東京五輪のゴルフ会場に選定されている霞ヶ関カンツリー倶楽部（埼玉県川越市）が、これまで認めていなかった女性正会員を一転して認めることをこの日開催した理事会で決定し規則が改正された。国際オリンピック委員会（IOC）から出されていた改善要求に応じたもの[58]。
  - 【陸上競技】 今年の世界選手権の男子マラソン代表に選出された川内優輝（埼玉県庁）が、東京都内で行われた日本陸連の研修会の席上「世界選手権を持って第一線から退き、2020年の東京五輪は固辞する」と表明[59]。
- 22日
  - 【野球】 2017 ワールド・ベースボール・クラシック（WBC）決勝、アメリカ対プエルトリコ（ドジャー・スタジアム）は、アメリカが8-0で勝利し、初優勝を達成[60]。日本代表は21日の準決勝でアメリカに敗れベスト4[61]。

### 4月
- 3日 - 【陸上競技】 東洋大学時代に箱根駅伝の山上り区間である5区（小田原→箱根・芦ノ湖）で4年連続区間賞を獲得し、「山の神」と呼ばれ社会人の富士通でも活躍が期待されていた柏原竜二が腰痛の影響で復帰の目処が立たないとして現役引退したことを富士通陸上競技部が発表[62]。その後6月1日になりアメリカンフットボール・Xリーグの富士通フロンティアーズのマネージャーに就任していたことを柏原自らチームのブログにて公表した[63]。
- 4日 - 【体操】 国際体操連盟は、今年2月にメルボルン（ オーストラリア）で行われた「FIG体操ワールドカップ」の鞍馬で白井健三（日本体育大学）が成功した「シェルボ2回ひねり」を「シライ3」と命名し[64]、3月にシュツットガルト（ ドイツ）で行われた2017DTBチームカップの床運動で五島誉博（仙台大学）が成功した「前方伸身宙返り3回半ひねり」を「ゴシマ」と命名したことを発表した[65]。
- 6日 - 【ゴルフ】 この日開幕したマスターズ・トーナメントで、世界ランキング1位であるダスティン・ジョンソン（ アメリカ合衆国）が大会前に宿舎の階段から転落し背中を強打したことにより大会を棄権したことを表明[66]。
- 10日 - 【フィギュアスケート】 世界選手権優勝3回、全日本選手権優勝6回などの実績を持ち、2度の五輪日本代表（バンクーバー2位、ソチ6位）に選出された浅田真央（中京大学）が、この日自身のブログにて2016-2017シーズン限りでの現役引退を表明[67]。12日に東京都内で引退記者会見を行った[68]。
- 15日 - 【卓球】 アジア卓球選手権（ 中国・無錫）女子シングルス決勝戦で、平野美宇（日本/JOCエリートアカデミー）が陳夢（ 中国）と対戦、陳を3-0（11-9、11-8、11-7）のストレート勝ちで下して日本チームの選手として1996年の小山ちれ以来21年ぶりとなる優勝を果たした[注 2][69]。
- 18日 - 【陸上競技】 日本陸連は、2020年東京五輪の男女マラソン日本代表選手の選考についてグランドチャンピオンシリーズを創設し、男子は福岡国際・東京・びわ湖毎日・別府大分毎日の4レース、女子はさいたま国際・大阪国際・名古屋ウィメンズの3レースと男女共通大会の北海道マラソンをシリーズに組み込み、各レースで日本陸連が指定した条件をクリアした選手、そしてワイルドカードとして2017年ロンドン世界陸上8位以内並びに2018年アジア大会で3位以内に入着した選手と国際陸連公認大会（ワールドマラソンメジャーズ）もしくは長野オリンピック記念長野マラソンなどで日本陸連が指定した条件をクリアした選手により、2020年東京五輪代表選考レースとして開催するグランドチャンピオンレース（2019年夏開催予定）に出場させ、そのレースの男女上位2名を自動的に代表選手と決定する。また最後の1枠についてはファイナルチャレンジとして2019年秋から2020年春にかけて開催する指定レース（男子：福岡、東京、びわ湖、女子：さいたま、大阪、名古屋）を各々行った中で男女ともに記録最上位の選手1名を選出する方式を採用することを発表した[70]。
- 20日 - 【ゴルフ】 プロゴルファーのタイガー・ウッズ（ アメリカ合衆国）が自身のサイトで、4度目となる背中の再手術を受けたことを発表。復帰には半年を要するため今季のPGAツアー復帰は不可能な状況に[71]。
- 21日 - 【ゴルフ】 女子プロゴルフ『フジサンケイレディスクラシック』（川奈ホテルGC富士コース）初日の5番ホール（パー5）で、比嘉真美子（ジブラルタ生命保険）が打った第2打が観客の男性の頭部に当たり、4針を縫うケガをするアクシデントが発生[72]。
- 23日 - 【フィギュアスケート】 2010年世界ジュニア選手権優勝、ソチ五輪12位で、5回の世界選手権代表にも選出された村上佳菜子（中京大学卒）が東京都内で行われた世界国別対抗戦のエキシビジョン出場を最後に現役を引退[73]。
- 27日 
  - 【ゴルフ】 男子プロゴルフ『第58回中日クラウンズ』初日で青木功が74歳239日で出場し、自ら持つ男子プロゴルフツアー史上最年長出場記録を更新した[74]。
  - 【ボクシング】 ガッツ石松や大橋秀行など世界王者5名を輩出したヨネクラボクシングジムが、ジム会長の米倉健司が高齢で、さらに体調不良により指導がままならなくなったとして8月一杯で閉鎖することを発表[75]。

### 5月
- 10日 - 【ラグビー】 2019年に日本で開催されるラグビーワールドカップの組み合わせ抽選会が、京都府京都市の京都御所内の京都迎賓館で行われ開催国の日本は1次リーグA組に入り、アイルランド、スコットランドなどとの対戦が決定[76]。
- 15日 - 【ゴルフ】 この日発表された最新の世界ランキングで、松山英樹が日本人最高位となる3位に浮上[77]。→2月26日の出来事参照
- 16日 
  - 【テニス】 元プロテニスプレーヤーの三橋淳が、2015年11月と12月に八百長を持ちかけ、さらに同年10月から11月の間に76回にわたり賭博行為をしていたとして、不正監視団体Tennis Integrity Unit（英語版）（TIU）から永久追放及び罰金5万米ドル（約560万円）の処分が科されていたことが判明。日本人が処分されたのは史上初[78]。
  - 【テニス】 全仏オープンの主催者は、今年4月にドーピング違反による資格停止処分が解けたマリア・シャラポワ（ ロシア）について主催者推薦で出場させないことを発表。フランステニス連盟会長は「ドーピングからの復帰に対して主催者推薦で出場させることはあり得ない」と言明[79]。
- 18日 - 【スキー】 全日本スキー連盟は、2016-17シーズンで活躍した各種目の選手への表彰、スキー競技並びにスキー文化の発展に寄与した人物を顕彰する『スノー・アワード』を開催。シーズン最優秀選手には、4度目のワールドカップ総合優勝を果たした高梨沙羅（クラレ）が選出された[80]。
- 20日 - 【プロボクシング】 WBA世界ミドル級タイトルマッチ（有明コロシアム）で、同級1位のハッサン・ヌダム・ヌジカムが同2位の村田諒太を2-1の判定で破り王座を獲得したが[81]、その後WBA会長のヒルベルト・ヘスス・メンドサが、自らの採点では村田が勝利していたとして不満を訴えて村田陣営に謝罪。同月25日に行った記者会見で両者の再戦を命じるとともに、ヌジカム勝利の判断を下した パナマと カナダのジャッジに対して6か月間の資格停止処分を下した[82]。
- 26日 - 【ゴルフ】 プロゴルファーの宮里藍が今シーズン限りで引退することを所属マネジメント会社が発表[83]。29日に東京都内で行われた記者会見で引退の理由について「4、5年前からモチベーションの維持が難しくなった」と説明した[84]。
- 27日 - 【バスケットボール】 B.LEAGUEの年間チャンピオンを決定する「B.LEAGUE FINAL 2016-17」が開催され、栃木ブレックスが川崎ブレイブサンダースを、85-79で破って初代リーグ王者に輝いた[85]。
- 28日 - 【自動車】 第101回インディアナポリス500マイルレースで、佐藤琢磨が8回目の挑戦で日本人ドライバー初制覇を飾る[86]。

### 6月
- 3日 
  - 【卓球】 2017年世界卓球選手権（ ドイツ・デュッセルドルフ）混合ダブルス決勝で、吉村真晴&石川佳純組（日本）がゲームカウント4-3で、陳建安&鄭怡静組（ チャイニーズタイペイ）組に勝利し、1969年の第30回世界卓球選手権（ミュンヘン）の同種目での長谷川信彦&今野安子組以来、48年ぶりとなる世界選手権優勝を果たした[87]。
  - 【競馬】  アメリカ合衆国・フロリダ州の競馬場で行われた競走（ダート6ハロン＝1200m）で、96歳7か月の調教師が管理する競走馬が1着に入線し、2006年に記録された95歳2か月の最高齢調教師勝利記録を11年ぶりに更新[88]。
- 4日 - 【エアレース】 2017年レッドブル・エアレース・ワールドシリーズ 千葉で、室屋義秀が大会2連覇を達成。今シーズンでは前回大会に続き2連勝[89]。
- 9日 - 【五輪】  スイス・ローザンヌで行われた国際オリンピック委員会（以下「IOC」と記載）理事会で、2020年東京五輪の柔道男女混合団体戦、水泳400メートル男女混合メドレーリレー、陸上競技1600メートル男女混合リレー、バスケットボール3x3男女、卓球男女混合ダブルス、トライアスロン男女混合リレー、ボクシング女子2階級などの導入、アーチェリー団体男女、ボクシング男子2階級、ウエイトリフティング男子1階級などの削減など実施種目の339種目が決定した[90]。
- 10日 - 【陸上競技】 日本学生陸上競技個人選手権大会（Shonan BMW スタジアム平塚）の男子100メートル準決勝で、多田修平（関西学院大）が追い風4.5メートルの参考記録ながらも日本人初となる9秒94をマーク[91]。多田は同日の決勝レースで日本歴代第7位となる10秒08（追い風1.9メートル）をマークして優勝、朝原宣治が同志社大学時代の1993年にマークした10秒19の関西学生記録も同時に更新した[92]。
- 12日 - 【ラグビー】 トップリーグ・NECグリーンロケッツは、スーパーラグビー・サンウルブズでもプレーした茂野海人が本人の意向で退団することを発表[93]。
- 16日 - 【五輪】 IOCは、最高位スポンサーを長年務めていたマクドナルドが契約期間を3年残して契約を打ち切ったことを発表[94]。
- 18日 - 【ゴルフ】 第117回全米オープンゴルフ終了後に発表された最新の世界ランキングで、同大会2位タイに入った松山英樹が自身の記録を更新する2位に浮上[95]。→2月26日及び5月15日の出来事参照
- 22日 - 【五輪】 IOCは最高位スポンサーを退任したマクドナルドの後任に、半導体で世界最大手のインテルと新たに最高位スポンサー「TOPプログラム」の契約を結んだと発表。任期は2024年まで[96]。
- 23日 - 【総合】 日本体育協会（日本体協）は評議員会並びに臨時理事会を開催し、第15代会長の張富士夫（トヨタ自動車名誉会長）の退任に伴う第16代会長として伊藤雅俊（味の素会長）を選出[97]。また2018年4月1日付で組織名称を現行の『日本体育協会』から『日本スポーツ協会』へ改称することも併せて決定した[97]。
- 26日 - 【陸上競技】 日本陸連は、23日から25日まで開催した第101回日本陸上競技選手権大会の結果を基にしてロンドン世界陸上に出場する日本代表選手として、男子短距離のサニブラウン・アブデル・ハキーム（東京陸上競技協会）、多田修平（関西学院大学）、女子長距離の鈴木亜由子、鍋島莉奈（ともに日本郵政グループ）らを選出した[98]。
- 27日
  - 【レスリング】 ギネスワールドレコーズは、オリンピックのレスリング女子で4連覇を達成した伊調馨（綜合警備保障）について「五輪における女子個人種目の連続最多優勝回数4回」と「五輪における女子レスリングでの最多金メダル獲得数4個」の2つの記録をギネス記録に認定[99]。
  - 【五輪】 2018年平昌オリンピック大会組織委員会は、同五輪及び平昌パラリンピック広報大使として日本女子プロゴルフツアーで2年連続賞金女王を獲得したイ・ボミが就任したことを発表。スポーツ関係者の大使就任は史上10人目でゴルフ界では初めてとなる[100]。

### 7月
- 1日 - 【テニス】 男子プロテニス・ATPワールドツアー・250シリーズの2017年アンタルヤ・オープン（英語版）（ トルコ・アンタルヤ）決勝で、杉田祐一（三菱電機）がアドリアン・マナリノ（ フランス）にセットカウント2-0のストレートで勝利し、日本男子プロ選手として松岡修造、錦織圭に次いで史上3人目のATPツアー・シングルス優勝を達成[101]。
- 4日 - 【その他】 日本オリンピック委員会（JOC）理事会で、会長の竹田恆和が再任され、また副会長に日本スケート連盟会長の橋本聖子、強化本部長に全日本柔道連盟会長の山下泰裕が新たに就任した[102]。
- 15日 - 【ラグビー】 トップリーグで前所属先の承認のない移籍選手が1年間公式戦でプレーできない規約について、公正取引委員会が日本ラグビー協会を聞き取り調査していたことが判明。今回の調査を受け協会は見直しを検討している[103]。
- 19日 - 【プロボクシング】 2013年12月に行われた亀田大毅の世界戦で混乱を招いたとして、当時の亀田ジムの会長とマネージャーがJBCからライセンスを剥奪されたことを不服として地位保全と損害賠償を求め東京地裁に提訴していた問題で、会長とマネージャーの2017年度のライセンスを付与すると同時に両者が損害賠償を求めないことで和解が成立した[104]。
- 21日 - 【大相撲】横綱白鵬が名古屋場所13日目の取組で大関高安に勝利。これにより通算勝ち星を1048勝とし、魁皇の記録を抜いて歴代単独トップとなる[105]。
- 22日 
  - 【陸上競技】 東京都多摩市の国士舘大学多摩陸上競技場で開催された第5回国士舘大学競技会（日本陸連公認記録会）の男子円盤投にて、堤雄司（群馬綜合ガードシステム）が60m37をマークし、1979年に川崎清貴（大昭和製紙）が出した60m22[注 3] を38年ぶりに更新する日本記録を樹立した[106]。
  - 【水泳競技】 国際水泳連盟が ハンガリー・ブダペストで行った総会で、『シンクロナイズドスイミング』の名称を『アーティスティックスイミング』に変更することを決定。名称の変更はIOCから一部種目について「表現がそぐわない」と指摘を受けてのもので、変更時期は未定ながらも日本水泳連盟では早ければ2018年度から導入する見通し[107]。
- 28日 
  - 【フィギュアスケート】 フィギュアスケーターの宮原知子が、来季の冬季平昌五輪に集中するため通学先の関西大学を今春から休学していることが判明。五輪後に復学する予定[108]。
  - 【プロボクシング】元 WBC世界スーパーフェザー級王者の三浦隆司（帝拳ボクシングジム）が、この日更新した自身のTwitterを通じて「後悔はありません」と現役引退を表明した[109]。
- 29日 - 【プロボクシング】 元WBA世界スーパーフェザー級スーパー王者の内山高志（ワタナベボクシングジム）が東京都港区のテレビ東京本社で記者会見を開き、現役引退を表明[110][111]。引退理由としてモチベーションの維持が困難なことを挙げた[112]。
- 31日 
  - 【オリンピック】 国際オリンピック委員会（IOC）は、2017年9月に、リマ（ ペルー）で開催するIOC総会に於いて決定される予定の2024年及び2028年夏季オリンピック大会の開催地の選考に関して、『IOC並びにロサンゼルス（ アメリカ合衆国）の招致委員会の間で、ロサンゼルスが2028年大会を開催することで合意した』ことを発表[113]。これにより、IOCは9月のリマ総会で2024年大会をパリ（ フランス）、2028年大会をロサンゼルスで開催することを正式決定する運びとなる[114]。

### 8月
- 2日 - 【ボクシング】 近畿大学ボクシング部の29歳の監督が、女子選手2名に対してセクハラ行為をしていたことが判明し、近畿大は監督を諭旨解雇処分にした。監督は既に日本ボクシング連盟から除名処分を受けている[115]。
- 7日 - 【陸上競技】 ロンドン世界陸上の公式宿舎となっているホテルで胃腸炎を訴える選手が多数発生していることが判明。男子200メートル予選を欠場したボツワナの選手が自身のフェイスブックで「食中毒を発症した」と公表した。日本人選手に被害は出ていない[116]。翌8日に国際陸上競技連盟（以下国際陸連と表記）は症状を訴えているのは30名で、検査の結果2件についてノロウイルスに感染していたと発表した[117]。
- 12日・13日 - 【陸上競技】 ロンドンで開催していた世界陸上で日本勢が連日、メダルを獲得した。先ず、12日に行われた男子400Mリレーで日本(多田修平・飯塚翔太・桐生祥秀・藤光謙司<ケンブリッジ飛鳥も予選参加／サニブラウン・アブデル・ハキームは男子200M走で足に異常を発し出場を見合わせた。>)が銅メダルを獲得した。尚、このレースには今大会を以って引退表明した世界最速の男、ウサイン・ボルトもジャマイカのアンカーとして参加したが棄権した。そして翌日の男子50 km競歩(バッキンガム宮殿周回コース・1周2 kmを25周回)でも前年の2016年リオデジャネイロオリンピックで銅メダル獲得した荒井広宙が銀メダル/小林快が銅メダルを獲得した。日本が世陸・五輪における競歩で複数メダルを取ったのは史上初めて。また、丸尾知司も5位入賞を果たし日本人全員が入賞を果たした。
- 15日 - 【プロボクシング】 WBC世界バンタム級タイトルマッチ（島津アリーナ京都）で、王者の山中慎介（帝拳）が具志堅用高（協栄）の持つ日本人男子ボクサーとして最多の連続世界王座防衛記録に並ぶ13度目の王座防衛に挑んだが、第4ラウンドで挑戦者で世界ランキング1位のルイス・ネリ（ メキシコ）の猛攻を受け、山中側セコンドからタオルが投げ入れられ4回2分29秒TKO負けを喫し、王座防衛に失敗。5年9ヵ月保持した世界王座から陥落した[118]。
- 16日 - 【テニス】 ATPツアー世界ランク9位[注 4] の錦織圭（日清食品）が、ウェスタン&サザンオープン（ アメリカ合衆国・シンシナティ）出場に備えた練習中に右手首の腱を裂傷するケガをした。これにより出場を予定していた全米オープンテニスや楽天ジャパン・オープンなどの今シーズンのツアー残り試合全てについて欠場し、故障の回復のために休養に入ることを発表した[119]。
- 17日 - 【陸上競技】 2005年世界陸上と2007年世界陸上代表で、大阪国際と名古屋国際の両マラソンで優勝経験のある35歳の契約社員の女が、7月30日夕方に栃木県足利市内のコンビニで商品を万引きしたとして栃木県警足利署に窃盗の疑いで逮捕。調べに対し容疑を認めている[120]。
- 20日 - 【ゴルフ】 PGAシニアツアー『ファンケルクラシック』最終日は通算7アンダーで並んだレギュラーツアーを含む男子国内ツアー史上最多となる5人によるプレーオフに持ち込まれ、米山剛が3ホール目にイーグルを奪ってシニアツアー初Vを飾った[121]。
- 27日
  - 【卓球】 ITTFワールドツアーのチェコオープン最終日の男子シングルス決勝で張本智和（JOCエリートアカデミー）が、ティモ・ボル（ ドイツ）を4-2で下し、14歳61日でワールドツアー史上最年少優勝を飾った[注 5][122]。
  - 【バドミントン】 グラスゴー（ スコットランド）で開催された2017年世界バドミントン選手権大会最終日の女子シングルス決勝戦で、奥原希望（日本ユニシス）が、シンドゥ・プサルラ（インド）に2-1（21-19, 20-22, 22-20）で勝利し、日本人選手として初となる世界選手権制覇を果たした[123]。
- 28日
  - 【テニス】 WTAツアー世界ランキング元4位で、1996年にWTAツアーから一時引退後、2008年に現役復帰していた伊達公子（エステティックTBC）が、自身のブログにてこの日、「9月に開催されるジャパンウィメンズオープンテニスを最後に再チャレンジにピリオドを打つことを決めた」と、二度目となる現役引退を表明した[124]。
  - 【フィギュアスケート】 2014年ソチオリンピックフィギュアスケート団体戦金メダリストのユリア・ヴィアチェスラヴォブナ・リプニツカヤ（ ロシア）が2016-2017シーズンを最後に現役を引退したことが明らかにされた[125]。
- 30日 - 【ゴルフ】 5月26日に引退を表明した宮里藍が自身のブログで、9月14日に フランスで開幕するエビアン選手権を現役最後の試合にすることを発表すると同時に、引退後は家族へのサポート役に徹することを表明した[126]。→5月26日の出来事参照

### 9月
- 3日 - 【ゴルフ】 女子プロゴルフ『ゴルフ5レディス』最終日で、繰り上がり（ウェイティング）から出場したオナリン・サタヤバンポット（ タイ、登録名はO・サタヤ）が逆転で3年7か月ぶりの優勝（3勝目）。繰り上がりで出場した選手がトーナメントで優勝したのは女子プロゴルフ史上初の快挙となった[127]。
- 9日
  - 【陸上競技】 第86回天皇賜盃日本学生陸上競技対校選手権大会（福井運動公園陸上競技場）男子100m走決勝で、桐生祥秀（東洋大学）が、追い風1.8mのコンディションで9秒98を記録、伊東浩司（富士通）が1998年のアジア競技大会（ タイ・バンコク）で記録した10秒00の日本記録を19年ぶりに更新、日本人選手初の公認記録100m走9秒台を達成[128]。
  - 【ハンドボール】 日本ハンドボール協会の渡辺佳英会長と蒲生晴明副会長兼専務理事が、日本スポーツ振興センター（JSC）の助成金事業で不適切な会計処理があったとして辞任[129]。
- 10日 - 【カーリング】 9月8日から3日間の日程で開催された2018年の平昌オリンピック女子カーリング競技日本代表チーム決定戦（アドヴィックス常呂カーリングホール/北海道北見市）にて、3日目となるこの日午前に開催された第4戦でロコ・ソラーレ北見が9-5で中部電力に勝利、5番勝負の通算を3勝1敗として代表決定戦を制し、オリンピック女子カーリング日本代表となることが確定した[130]。
- 13日 - 【オリンピック】 国際オリンピック委員会（IOC）は、リマ（ ペルー）で第131次総会を開き、夏季オリンピック開催地についてIOC委員の満場一致により2024年第33回大会をパリ（ フランス）、2028年第34回大会をロサンゼルス（ アメリカ合衆国）とすることを正式決定した[131]。これに伴いパリは100年ぶり・ロサンゼルスは44年ぶりの五輪開催が決まった。→7月31日の出来事も参照。
- 22日 - 【競艇】 ボートレーサー養成所で121期の卒業記念競走が行われ、登録番号5000番台の選手が登場した[132]。
- 23日 - 【ゴルフ】 女子プロゴルフで241試合連続試合出場を続けていた表純子が宮城県で開催中の『MMT杯ダンロップ女子オープン』で予選落ちとなり、翌週9月28日に開幕する『第50回日本女子オープンゴルフ選手権競技』（千葉・我孫子GC）の出場資格を得ることができなくなったため、連続出場記録がストップした[133]。
- 24日 - 【ゴルフ】 MMT杯ダンロップ女子オープンにて、昨季日本女子オープン優勝者の畑岡奈紗が最終日に8バーディー・1ボギーの65で回り、通算13アンダーで優勝を飾り、宮里藍が保持していた18歳262日を更新する18歳254日でプロ初優勝並びに日本女子ツアー2勝目を果たした[注 6][134]。

### 10月
- 1日 - 【ゴルフ】 日本女子オープン最終日で、畑岡奈紗が通算20アンダー、268の大会新記録で優勝、同大会では樋口久子以来40年ぶり2人目（3回目）の連覇を果たし、賞金2800万円と国内ツアーの3年間シード権を獲得[135]。
- 2日 - 【体操】 第47回世界体操競技選手権（ カナダ・モントリオール）で、同大会男子個人総合7連覇がかかっていた内村航平が、2種目目の跳馬の着地の際に左足首を負傷、3種目終了時点で途中棄権し、連覇を逃すとともに、2008年から続いた各大会の連勝も40で止まる[136]。
- 6日 - 【ゴルフ】 男子プロゴルフ『本間ツアーワールド杯』2日目（愛知・京和CC、パー71）で、70歳の尾崎将司が3バーディー、2ボギーの70で回り、2013年の『つるやオープン』以来自身二度目のエージシュートを達成。しかし通算3オーバーで予選落ちした[137]。
- 8日 - 【ゴルフ】 本間ツアーワールド杯最終日で、宮里優作が1999年の日本ゴルフツアー機構（JGTO）発足、また記録が残っている1985年以降史上初となる72ホールノーボギー、そして一度も首位を譲ることのない完全優勝を果たした[138]。
- 9日 - 【陸上競技】 第29回出雲駅伝で東海大学が10年振りの優勝を果たした。
- 14日 - 【陸上競技】 第94回箱根駅伝予選会で、前回（第93回大会）最多連続出場記録が途絶えた中央大学が3位に入り2大会ぶりの本戦出場権を獲得した一方、日本大学が11位、明治大学が13位に終わり予選落ちを喫した[139]。
- 20日・21日 - 【プロボクシング】 昨年12月の試合で内山高志を破り、内山を事実上の引退に追い込んだWBA世界スーパーフェザー級スーパー王者のジェスレル・コラレス（ パナマ）が、防衛戦での前日計量で規定重量を1.8キロオーバーし王座を剥奪された[140]。翌21日に行われた試合でアルベルト・マチャド（ プエルトリコ）にKO負けを喫して王座を明け渡した[141]。
- 29日 - 【ゴルフ】 男子プロゴルフ『マイナビABC選手権』（兵庫・ABCGC）と女子プロゴルフ『樋口久子 三菱電機レディス』（埼玉・武蔵丘GC）の最終日はいずれも悪天候の影響により中止となったが、先週も台風21号の影響により男女とも10月22日の最終日が中止（男子：ブリヂストンOP・女子：マスターズGCレディース）となっており、ツアー史上初の2週連続最終日中止となった[142]。

### 11月
- 5日 - 【陸上競技】 第49回全日本大学駅伝で神奈川大学が20年振り3回目の優勝を果たした。
- 10日- 【スピードスケート】 ISUスピードスケート・ワールドカップの2017-18シーズン開幕戦がヘーレンフェーン（ オランダ）で行われ、女子チームパシュート（団体追い抜き）で日本チーム〈佐藤綾乃（高崎健康福祉大学）・髙木菜那（日本電産サンキョー）・髙木美帆（日本体育大学助手）〉が2009年にカナダチームが出した記録を0秒02更新する2分55秒77の世界新記録を樹立して優勝した[143]。
- 12日 - 【陸上競技】 この日行われた『第3回さいたま国際マラソン』のフィニッシュ寸前、係員の誘導ミスにより優勝争いをしていたチャイエチ・ダニエル（ ケニア）とシタヤ・ハブテゲブレ（バーレーン）が正規のコースから逸脱するハプニングが発生。日本陸連は「選手に非はなく、また大勢にも影響はない」として記録をそのまま有効とし、ダニエルの優勝、ハブテゲブレの2位が確定した[144]。その後同マラソンの広報事務局は日本陸連との協議を行った上で12月11日、距離不足を理由に公式記録として認めず、参考記録扱いにすると発表した[145]。
- 18日 - 【プロボクシング】 WBO世界バンタム級タイトルマッチ12回戦（ イギリス・ベルファスト）で、王者のゾラニ・テテ（ 南アフリカ共和国）が世界戦最速記録となる11秒KO勝利。開始6秒後に挑戦者のシボニソ・ゴニャ（ 南アフリカ共和国）がテテの右フックでダウンし、その5秒後にレフェリーが試合続行不可能と判断した[146]。
- 21日
  - 【レスリング】 9月に東京都内で行われたレスリング男子日本代表の強化合宿中、同合宿に参加していた拓殖大学の21歳の学生がスパーリング中に頸椎損傷で胸から下が自力で動かなくなる重傷を負っていたことが判明。日本レスリング協会はこの事実をこれまで公表していなかった[147]。
  - 【表彰】 「第52回テレビ朝日ビッグスポーツ賞」の受賞者が発表され、フィギュアスケートの羽生結弦、競泳の渡辺一平、スピードスケートの女子チームパシュート日本チーム（髙木菜那・髙木美帆・佐藤綾乃）が選出された[148][149]。

### 12月
- 1日
  - 【プロボクシング】 日本フェザー級タイトルマッチ10回戦（後楽園ホール）の第5ラウンドで、王者の坂晃典（仲里ジム）が終了10秒前の拍子木の音をラウンド終了のゴングの音と勘違いして背を向けて自陣コーナーへ戻りかけたところに、挑戦者の大橋健典（角海老宝石ジム）に右フックを食らわされKO負けを喫し、王座から転落する珍事があった[150]。
  - 【プロボクシング】 WBO女子世界ライトフライ級王座決定戦10回戦（後楽園ホール）でWBA女子世界フライ級王者の藤岡奈穂子（竹原&畑山）がIBF女子世界アトム級王者のヨカスタ・バジェ（ コスタリカ）に3-0の判定勝ちを収め日本人ボクサーとしては男女を通じて最多、女子では世界最多タイ記録となる5階級制覇を果たした[151]。
- 5日
  - 【オリンピック】 国際オリンピック委員会（IOC）はこの日、ローザンヌ（ スイス）の本部で理事会を開催し、組織的ドーピング問題を引き起こしたロシアオリンピック委員会（ROC）について、IOCの活動資格の停止処分、アレクサンドル・ジューコフ（ROC会長）に対してIOC委員の資格停止処分をそれぞれ科すと共に、2018年平昌オリンピックについて、ロシア選手団の参加を認めないことを決議した[152][153]。なお、厳格なドーピング検査をクリアしたロシア選手に対しては「ロシアからのオリンピック選手」という資格で、ロシア国旗・ロシア国歌を使用せず、個人参加を認めるとする立場を明らかにした[152][153]。 　
  - 【ゴルフ】 プロゴルファーの石川遼が、千葉県内のゴルフ場で「2018年4月以降は日本を主戦場にしてツアーに参加する」と表明。石川が日本ツアーにフル参戦するのは2012年以来、6年ぶりとなる[154]。
  - 【ゴルフ】 日本プロゴルフ協会は、今年3月に電子計算機使用詐欺罪で逮捕され、有罪判決を受けた千葉県在住の30歳のプロゴルファーを会員資格停止2年6か月の処分にしたことを発表[155]。
- 6日 - 【ゴルフ】 日本ゴルフツアー機構は、今年10月に行われたJGTOチャレンジトーナメント『太平洋クラブチャレンジトーナメント』で、マーカーが記録したスコアカードの複数箇所を故意に改ざんしスコアを過少申告したとして、斉藤拳汰（けんた）を10年間の出場停止処分にしたことを発表[156]。処分は11月14日付。当初は除名処分も検討されたが、今回の事例が初めてであること、また斉藤が20歳で若いことに加え、本人もすっかり反省しているとして10年間の出場停止とした[157]。
- 9日 - 【プロボクシング】 IBF世界スーパーフェザー級王座決定戦12回戦（ネバダ州ラスベガス）でIBF世界スーパーフェザー級4位の尾川堅一（帝拳ジム）がIBF世界スーパーフェザー級5位のテビン・ファーマー（ アメリカ合衆国）に2-1の判定勝ちを収め日本人ボクサーとしては三原正（三迫ジム）以来36年ぶりとなるアメリカ合衆国での世界王座獲得を果たした[158]。
- 10日 - 【ゴルフ】 兵庫県宝塚市内の県道で乗用車を運転中、男子大学生が乗る自転車に接触しケガを負わせそのまま逃走したとして、兵庫県警宝塚署は同市内在住の67歳のプロゴルファーを道路交通法及び自動車運転処罰法違反で逮捕。このゴルファーは国内男子ツアー通算20勝の実績を持っていた[159]。
- 12日 - 【陸上競技】 東京マラソン財団は、2019年以降の東京マラソンを従来の2月最終週から3月第1週に変更することを発表。2020年から天皇誕生日が2月23日に変更となるための措置[160]。
- 19日 - 【陸上競技】 2012年ロンドン五輪女子マラソン代表で今夏の世界選手権にも出場した重友梨佐が来年3月限りで現役引退することを所属先の天満屋女子陸上競技部が発表[161]。
- 23日 - 【フィギュアスケート】 第86回全日本フィギュアスケート選手権（東京・武蔵野の森総合スポーツプラザ）女子シングルで宮原知子（関西大学）が、前半のショートプログラム2位から後半のフリー演技で逆転し、合計220.39点で4年連続4度目の優勝を飾ると共に、2018年平昌オリンピック日本代表選手に内定した[162]。
- 31日 - 【プロボクシング】 世界3階級制覇王者で前WBA世界フライ級王者の井岡一翔（井岡ジム）が現役引退を表明した。前日30日にJBCへ引退届を提出し、受理されていた[163]。

## アメリカンフットボール

### 日本の大会
- 第70回ライスボウル（1月3日、東京都文京区・東京ドーム）
  - 富士通フロンティアーズ（社会人代表、2年ぶり2度目） 30-13 関西学院大学ファイターズ（学生代表）[164]
- 第72回毎日甲子園ボウル（12月17日、兵庫県西宮市・阪神甲子園球場）
  - 日本大学フェニックス（関東学生代表、27年ぶり21度目） 23-17 関西学院大学ファイターズ（関西学生代表）[165]
- 第31回ジャパンエックスボウル（12月18日・東京ドーム）
  - 富士通フロンティアーズ（2年連続3度目） 63-23 IBMビッグブルー[166]

## オートレース
SG・特別GIの優勝者についてのみまとめるものとする。
- G1第26回プレミアムカップオートレース（3月18日〜22日、山陽オートレース場）優勝:佐藤貴也[167]
- SG第36回オールスターオートレース（4月29日〜5月3日、川口オートレース場）優勝:鈴木圭一郎[168]
- SG第21回オートレースグランプリ（8月11日〜15日、伊勢崎オートレース場）優勝:高橋貢[169]
- G1第27回プレミアムカップオートレース（9月16日〜21日、飯塚オートレース場）優勝: 永井大介 [170]
- SG第49回日本選手権オートレース（11月1日〜5日、浜松オートレース場）優勝:鈴木圭一郎[171]
- SG第32回スーパースター王座決定戦（12月27日〜31日、川口オートレース場）優勝:荒尾聡[172]

## カーリング

### 日本国内
- 第34回日本カーリング選手権大会（1月29日〜2月5日、 日本 長野県北佐久郡軽井沢町軽井沢アイスパーク ）
  - 男子決勝: SC軽井沢クラブ 10-5 札幌[173]
  - 女子決勝: 中部電力 7-5 LS北見

## 競艇
SG・プレミアムGI・レディースオールスター・レディースチャレンジカップ競走・賞金女王シリーズ戦の優勝者についてのみまとめるものとする。
| グレード | 競走名                                                       | 開催競艇場            | 期間             | 優勝者                                              |
| -------- | ------------------------------------------------------------ | --------------------- | ---------------- | --------------------------------------------------- |
| GII      | 第1回レディースオールスター                                  | 宮島                  | 2月28日 - 3月5日 | 山川美由紀（香川）                                  |
| SG       | 第52回鳳凰賞競走（ボートレースクラシック）                   | 児島                  | 3月15日 - 20日   | 桐生順平（埼玉）                                    |
| GI       | 第18回競艇名人戦競走（マスターズチャンピオン）               | 津                    | 4月11日 - 16日   | 今村豊（山口）                                      |
| SG       | 第44回笹川賞競走（ボートレースオールスター）                 | 福岡                  | 5月23日 - 28日   | 石野貴之（大阪）                                    |
| SG       | 第27回グランドチャンピオン決定戦競走（グランドチャンピオン） | 鳴門                  | 6月20日 - 25日   | 石野貴之（大阪）                                    |
| SG       | 第22回オーシャンカップ競走                                   | 丸亀 （ナイター競走） | 7月12日 - 17日   | 峰竜太（佐賀）                                      |
| GI       | 第31回女子王座決定戦競走（レディースチャンピオン）           | 芦屋                  | 8月1日 - 6日     | 小野生奈（福岡）                                    |
| SG       | 第63回モーターボート記念競走（ボートレースメモリアル）       | 若松 （ナイター競走） | 8月22日 - 27日   | 寺田祥（山口）                                      |
| GI       | 第4回ヤングダービー競走                                      | 蒲郡                  | 9月19日 - 24日   | 中田竜太（埼玉）                                    |
| SG       | 第64回全日本選手権競走（ボートレースダービー）               | 平和島                | 10月24日 - 29日  | 深川真二（佐賀）                                    |
| GII      | 第4回レディースチャレンジカップ競走                          | 下関 （ナイター競走） | 11月21日 - 26日  | 遠藤エミ（滋賀）                                    |
| SG       | 第20回チャレンジカップ競走                                   | 下関 （ナイター競走） | 11月21日 - 26日  | 毒島誠（群馬）                                      |
| SG GP    | 第32回賞金王決定戦競走（ボートレースグランプリ）             | 住之江                | 12月19日 - 24日  | シリーズ 新田雄史（三重） 決定戦 桐生順平（埼玉）   |
| GⅢ GI    | 第6回賞金女王決定戦競走（クイーンズクライマックス）          | 大村                  | 12月28日 - 31日  | シリーズ 廣中智紗衣（東京） 決定戦 遠藤エミ（滋賀） |

## ゴルフ

### 米国PGAツアー
- マスターズ・トーナメント（4月6日 - 9日、ジョージア州オーガスタ・オーガスタ・ナショナルGC/7435Yards, Par72）
  - 優勝：セルヒオ・ガルシア（ スペイン） -9（279）※ジャスティン・ローズ（イングランド）とのプレーオフを制してメジャー初制覇[189]
    - 日本勢最高は松山英樹の-1（287）で11位タイ。来季出場権獲得[190]
- 第117回全米オープン（6月15日 - 18日、ウィスコンシン州エリン・エリンヒルズGC/7741Yards, Par72）[95]
  - 優勝：ブルックス・ケプカ（ アメリカ合衆国） -16（272） ※メジャー初制覇[191]
    - 日本勢最高は松山英樹の-12（276）で2位タイ。1980年の同大会での青木功と並びメジャー日本人最高順位タイ[191]。
- 第146回全英オープン（7月20日 - 23日、 イングランド・サウスポート・ロイヤルバークデールGC/7156Yards, Par70）[192]
  - 優勝：ジョーダン・スピース（ アメリカ合衆国） -12（268） ※今大会初優勝（メジャー3勝目）[192]
    - 日本人で唯一予選を通過した松山英樹は-2（278）で14位タイ[193]
- 第99回全米プロゴルフ選手権（8月10日 - 13日、ノースカロライナ州シャーロット・クエイルホローC/7600Yards, Par71）[194]
  - 優勝：ジャスティン・トーマス（ アメリカ合衆国） -8（276） ※メジャー初制覇[194]
    - 日本勢最高は松山英樹の-5（279）で5位タイ[194]

### 全米女子プロゴルフ協会（LPGA）
- ANAインスピレーション（3月30日 - 4月2日、カリフォルニア州ランチョミラージュ・ミッションヒルズCC/6763Yards, Par72）
  - 優勝：柳簫然（英語版）（ユ・ソヨン、 韓国）  -14（274） ※レクシー・トンプソン（米国）とのプレーオフを制して今大会初優勝（メジャー2勝目）[195]
    - 日本勢最高は上原彩子の-3(285)で27位タイ[196]
- 全米女子プロゴルフ選手権（6月29日 - 7月2日、イリノイ州オリンピアフィールズ・オリンピアフィールズCC/6588Yards, Par71）
  - 優勝：ダニエル・カン（英語版）（ アメリカ合衆国） -13（271） ※LPGAツアー初制覇がメジャー大会の快挙
    - 日本勢最高は宮里藍と野村敏京のEVEN（284）で36位タイ[197]
- 第72回全米女子オープン（7月13日 - 16日、ニュージャージー州ベッドミンスター・トランプナショナルGC/6732Yards, Par72）[198]
  - 優勝：朴城炫（パク・ソンヒョン、 韓国） -11（277） ※LPGAツアー初制覇がメジャー大会の快挙[199]
    - 日本勢最高は野村敏京の+2（290）で33位タイ[199]
- 全英リコー女子オープン（8月3日 - 6日、 イングランド・キングスバーンズゴルフリンクス/6697Yards, Par72）
  - 優勝：金寅敬（英語版）（キム・インキョン、 韓国） -18（270） ※メジャー初制覇[200]。
    - 日本勢最高は鈴木愛の-9（279）で14位タイ。来季出場権獲得[200]
- エビアン選手権（9月14日 - 17日、 フランス・エビアンリゾートGC/6482Yards, Par71）
  - 優勝：アンナ・ノードクイスト（英語版）（ スウェーデン） -9（204）※ブリタニー・アルトマーレ（英語版）（米国）とのプレーオフを制して今大会初優勝（メジャー2勝目）[201]
    - 日本勢最高は上原彩子の-4（209）で10位タイ。また現役最終戦となった宮里藍は+1（214）で32位タイ[202]。
      - 9月14日の大会初日が暴風雨の影響でキャンセルとなったため、3日間54ホール競技に短縮となった[203]。

### 日本ゴルフツアー機構（JGTO）
- 賞金王
  - 宮里優作（ 日本） 1億8283万1982円（初）[204][205]
- 公式戦
  - 第85回日本プロゴルフ選手権大会（5月11日 - 14日、沖縄県名護市・かねひで喜瀬CC/7217Yards, Par72）
    - 優勝：宮里優作（ 日本） -12（276）※今大会初優勝（メジャー2勝目）[206]

  - 第18回日本ゴルフツアー選手権（6月1日 - 4日、茨城県笠間市・宍戸ヒルズCC西コース/7384Yards, Par71）
    - 優勝：ショーン・ノリス（英語版）（ 南アフリカ共和国） -13（271）※日本男子メジャー初制覇[207]
      - 日本勢最高は小平智の-8（276）で3位タイ[207]

  - 第82回日本オープンゴルフ選手権競技（10月12日 - 15日、岐阜県関市・岐阜関CC・東コース/7180Yards, Par70）
    - 優勝：池田勇太（ 日本） -8（272）※今大会3年ぶり2度目（メジャー3勝目）[208]

  - 第54回ゴルフ日本シリーズ（11月30日 - 12月3日、東京都稲城市・東京よみうりCC/7023Yards, Par70）
    - 優勝：宮里優作（ 日本） -15（265） ※今大会4年ぶり2度目（メジャー3勝目）[205]

### 日本女子プロゴルフ協会（JLPGA）
- 賞金女王
  - 鈴木愛（ 日本） 1億4012万2631円（初）[209][210]
- 公式戦 
  - 第45回ワールドレディスチャンピオンシップ（5月4日 - 7日、茨城県つくばみらい市・茨城GC西コース/6670Yards, Par72）
    - 優勝：キム・ハヌル（ 韓国） -9（279）※今大会初優勝（メジャー2勝目）[211]
      - 日本勢最高は川岸史果の-5（283）で4位[212]

  - 第50回日本女子プロゴルフ選手権大会（9月7日 - 10日、岩手県八幡平市・安比高原GC/6640Yards, Par71）
    - 優勝：李知姫（ 韓国） -5（279）※今大会初優勝（メジャー2勝目）[213]
      - 日本勢最高は東浩子の-2（282）で3位[213]

  - 第50回日本女子オープンゴルフ選手権競技（9月28日 - 10月1日、千葉県我孫子市・我孫子GC/6706Yards, Par72）
    - 優勝：畑岡奈紗（ 日本） -20（268）※1977年の樋口久子以来史上2人目の大会連覇（メジャー2勝目）[214]

  - 第39回LPGAツアーチャンピオンシップ（11月23日 - 26日、宮崎県宮崎市・宮崎CC/6448Yards, Par72）
    - 優勝：テレサ・ルー（ 台湾） -15（273） ※今大会3年ぶり2度目（メジャー4勝目）[210]
      - 日本勢最高は鈴木愛と上田桃子の-5（283）で7位タイ[210]

## 柔道
- 第32回 皇后盃全日本女子柔道選手権大会（4月16日、横浜文化体育館）
  - 優勝: 朝比奈沙羅（東海大学）（初優勝）[215]
- 全日本柔道選手権大会（4月29日、日本武道館）
優勝: 王子谷剛志（旭化成）（2年連続3回目）[216]

## 体操
- 第71回全日本体操競技個人総合選手権大会（4月7日〜9日、代々木第一体育館）
男子個人総合優勝: 内村航平（リンガーハット）86.350（10年連続10回目）[217]
女子個人総合優勝: 村上茉愛（日体大）56.450（2年連続2回目）[218]
- 第56回NHK杯体操選手権（5月20日〜21日、東京体育館）
男子個人総合優勝: 内村航平（リンガーハット）86.550（172.900）（内は全日本選手権の持ち点を入れた点数）（9年連続9回目）[219]
女子個人総合優勝: 村上茉愛（日本体育大学）56.150（112.600）（内は全日本選手権の持ち点を入れた点数）（初優勝）[220]

## 卓球
- 全日本卓球選手権大会（1月16日 - 22日、東京体育館）
  - 男子シングルス優勝: 水谷隼（ビーコン・ラボ）（4年連続9回目）[221]
  - 女子シングルス優勝:平野美宇 （JOCエリートアカデミー／大原学園高校）（初優勝／女子シングルスとして史上最年少優勝）[222]
  - 男子ダブルス優勝: 丹羽孝希&酒井明日翔(明治大学）（初優勝）[223]
  - 女子ダブルス優勝: 平田有貴&永尾尭子（アスモ）（初優勝）[224]
  - 混合ダブルス優勝: 田添健汰（専修大学）&前田美優（日本生命）（2年連続3回目）[225]

## テニス

### グランドスラム
- 全豪オープン（1月18日 - 29日）
  - 男子シングルス優勝：ロジャー・フェデラー（ スイス）（7年ぶり5回目）[226]
  - 女子シングルス優勝：セリーナ・ウィリアムズ（ アメリカ合衆国）（2年ぶり7回目）[227]
  - 男子ダブルス優勝：ヘンリ・コンティネン( フィンランド）&ジョン・ピアース（ オーストラリア）（初優勝）[228]
  - 女子ダブルス優勝：ベサニー・マテック＝サンズ( アメリカ合衆国）&ルーシー・サファロバ組( チェコ）（2年ぶり2回目）[229]
  - 混合ダブルス優勝：アビゲイル・スピアーズ( アメリカ合衆国）&フアン・セバスティアン・カバル組( コロンビア）（初優勝）[230]
- 全仏オープン（5月28日 - 6月11日）
  - 男子シングルス優勝：ラファエル・ナダル（ スペイン）（3年ぶり10回目）[231]
  - 女子シングルス優勝：エレナ・オスタペンコ（ ラトビア）（初優勝）[232]
  - 男子ダブルス優勝：ライアン・ハリソン（ アメリカ合衆国）&マイケル・ヴィーナス組（ ニュージーランド）（初優勝）[233]
  - 女子ダブルス優勝：ベサニー・マテック＝サンズ（ アメリカ合衆国）&ルーシー・サファロバ組( チェコ）（2年ぶり2回目）[234]
  - 混合ダブルス優勝：ガブリエラ・ダブロウスキー（ カナダ）&ロハン・ボパンナ組( インド）（初優勝）[235]
- ウインブルドン選手権（7月3日 -16日 ）
  - 男子シングルス優勝：ロジャー・フェデラー（ スイス）（5年ぶり8回目）[236]
  - 女子シングルス優勝：ガルビネ・ムグルサ（ スペイン）（初優勝）[237]
  - 男子ダブルス優勝：ルカシュ・クボット（ ポーランド）&マルセロ・メロ組（ ブラジル）（初優勝）[238]
  - 女子ダブルス優勝：エカテリーナ・マカロワ&エレーナ・ベスニナ（ ロシア）（初優勝）[239]
  - 混合ダブルス優勝：ジェイミー・マリー（ イギリス）&マルチナ・ヒンギス（ スイス）（初優勝）[240]
- 全米オープン（8月28日 - 9月10日）
  - 男子シングルス優勝：ラファエル・ナダル（ スペイン）（4年ぶり3回目）[241]
  - 女子シングルス優勝：スローン・スティーブンス（ アメリカ合衆国）（初優勝）[242]
  - 男子ダブルス優勝：ジャンジュリエン ロイヤー（ オランダ）&ホリア・テカウ（ ルーマニア）（初優勝）[243]
  - 女子ダブルス優勝：詹詠然（ 台湾）&マルチナ・ヒンギス（ スイス）（初優勝）[244]
  - 混合ダブルス優勝：ジェイミー・マリー（ イギリス）&マルチナ・ヒンギス（ スイス）（初優勝）[245]

## ボクシング

### 日本のジム所属選手の世界戦
| 開催日   | 会場                                                                        | タイトル種別                                 | 対戦者                                     | 結果             | 対戦者                                            |
| -------- | --------------------------------------------------------------------------- | -------------------------------------------- | ------------------------------------------ | ---------------- | ------------------------------------------------- |
| 2月26日  | 熊本県上天草市 松島総合運動公園「アロマ」                                   | WBO世界ミニマム級 暫定王座決定戦             | 福原辰弥 （2位/本田フィットネス）          | ☆判定2-1★        | モイセス・カジェロス （1位/ メキシコ）            |
| 3月1日   | タイ・チョンブリー県                                                        | WBA世界ミニマム級 タイトルマッチ             | 大平剛 （15位/花形）                       | ★5回1分7秒TKO☆   | ノックアウト・CPフレッシュマート （王者/ タイ）   |
| 3月2日   | 東京都墨田区 両国国技館                                                     | WBC世界バンタム級 タイトルマッチ             | 山中慎介 （王者/帝拳）                     | ☆7回57秒TKO★     | カルロス・カールソン （6位/ メキシコ）            |
| 3月4日   | メキシコ・ハリスコ州グアダラハラ                                            | IBF女子世界ライトフライ級 タイトルマッチ     | 柴田直子 （王者/ワールドスポーツ）         | ★判定0-3☆        | アロンドラ・ガルシア （ メキシコ）                |
| 3月13日  | 東京都文京区 後楽園ホール                                                   | WBA女子世界フライ級 王座決定戦               | 藤岡奈穂子 （2位/竹原&畑山ジム）           | ☆10回21秒TKO★    | イサベル・ミジャン （1位/ メキシコ）              |
| 3月18日  | アメリカ合衆国・ニューヨーク州ニューヨーク市 マディソン・スクエア・ガーデン | WBC世界スーパーフライ級 タイトルマッチ       | ローマン・ゴンサレス （王者/ ニカラグア）  | ★判定0-2☆        | シーサケット・ソー・ルンヴィサイ （2位/ タイ）    |
| 3月25日  | イギリス・マンチェスター マンチェスター・アリーナ                           | WBA世界ライト級 タイトルマッチ               | ホルヘ・リナレス （王者/ ベネズエラ）      | ☆判定3-0★        | アンソニー・クローラ （4位/ イギリス）            |
| 4月9日   | 大阪府大阪市浪速区 大阪府立体育会館                                         | WBA世界スーパーバンタム級 タイトルマッチ     | 久保隼 （10位/真正）                       | ☆11回5秒TKO★     | ネオマール・セルメニョ (王者/ ベネズエラ）        |
| 4月15日  | 韓国・京畿道始興市                                                          | WBA女子世界スーパーフェザー級 タイトルマッチ | 三好喜美佳 （川崎新田）                    | ★判定0-3☆        | 崔賢美 （王者/ 韓国）                             |
| 4月23日  | 大阪府大阪市浪速区 大阪府立体育会館                                         | WBO世界バンタム級 タイトルマッチ             | 大森将平 （6位/ウォズ）                    | ★11回16秒TKO☆    | マーロン・タパレス （前王者/ フィリピン）         |
| 4月23日  | 大阪府大阪市浪速区 大阪府立体育会館                                         | WBA世界フライ級 タイトルマッチ               | 井岡一翔 （王者/井岡）                     | ☆判定3-0★        | ノックノイ・シップラサート （2位/ タイ）          |
| 4月29日  | 大阪府堺市南区 国際障害者交流センタービッグ・アイ                           | WBO女子世界フライ級 タイトルマッチ           | 好川菜々 （王者/堺東ミツキ）               | ★負傷判定0-3☆    | モンセラット・アラルコン （ メキシコ）            |
| 5月13日  | イギリス・バーミンガム バークレイカード・アリーナ                           | WBA世界スーパーフライ級 タイトルマッチ       | 村中優 （10位/フラッシュ赤羽）             | ★判定0-3☆        | カリッド・ヤファイ （王者/ イギリス）             |
| 5月19日  | 東京都文京区 後楽園ホール                                                   | WBO女子世界ミニフライ級 王座決定戦           | 江畑佳代子 （ワタナベ）                    | ☆判定3-0★        | 塙英理加 （UNITED）                               |
| 5月20日  | 愛知県名古屋市港区 テバオーシャンアリーナ                                   | WBO世界ライトフライ級 タイトルマッチ         | 田中恒成 （王者/畑中）                     | ☆判定3-0★        | アンヘル・アコスタ （1位/ プエルトリコ）          |
| 5月20日  | 東京都江東区 有明コロシアム                                                 | WBC世界ライトフライ級 タイトルマッチ         | 拳四朗 （4位/B.M.B）                       | ☆判定2-0★        | ガニガン・ロペス （王者/ メキシコ）               |
| 5月20日  | 東京都江東区 有明コロシアム                                                 | WBC世界フライ級 タイトルマッチ               | 比嘉大吾 （1位/白井・具志堅）              | ☆6回2分58秒TKO★  | フアン・エルナンデス （前王者/ メキシコ）         |
| 5月20日  | 東京都江東区 有明コロシアム                                                 | WBA世界ミドル級 王座決定戦                   | 村田諒太 （2位/帝拳）                      | ★判定1-2☆        | ハッサン・ヌダム・ヌジカム （暫定王者/ フランス） |
| 5月21日  | 東京都江東区 有明コロシアム                                                 | IBF世界ライトフライ級 王座統一戦             | 八重樫東 （正規王者/大橋）                 | ★1回2分45秒TKO☆  | ミラン・メリンド （暫定王者/ フィリピン）         |
| 5月21日  | 東京都江東区 有明コロシアム                                                 | WBO世界スーパーフライ級 タイトルマッチ       | 井上尚弥 （王者/大橋）                     | ☆3回1分8秒KO★    | リカルド・ロドリゲス （2位/ アメリカ合衆国）      |
| 7月2日   | オーストラリア・クイーンズランド州ブリスベン サンコープ・スタジアム         | IBF世界スーパーフライ級 タイトルマッチ       | 帝里木下 （3位/千里馬神戸）                | ★7回1分53秒TKO☆  | ヘルウィン・アンカハス （王者/ フィリピン）       |
| 7月8日   | メキシコ・ハリスコ州サポパン アウディトリオ・ベニート・フアレス             | WBC女子世界バンタム級 タイトルマッチ         | ぬきてるみ （井岡弘樹）                    | ★判定0-3☆        | マリアナ・フアレス （王者/ メキシコ）             |
| 7月11日  | 東京都文京区 後楽園ホール                                                   | WBO女子世界アトム級 タイトルマッチ           | 池山直 （王者/フュチュール）               | 判定1-1          | 花形冴美 （花形）                                 |
| 7月15日  | アメリカ合衆国・カリフォルニア州イングルウッド ザ・フォーラム               | WBC世界スーパーフェザー級 タイトルマッチ     | 三浦隆司 （1位/帝拳）                      | ★判定0-3☆        | ミゲール・ベルチェット （王者/ メキシコ）         |
| 7月23日  | 東京都大田区 大田区総合体育館                                               | WBA世界ライトフライ級 タイトルマッチ         | 田口良一 （王者/ワタナベ）                 | ☆9回24秒TKO★     | ロベルト・バレラ · （1位/ コロンビア）            |
| 7月23日  | 東京都大田区 大田区総合体育館                                               | IBF世界ミニマム級 タイトルマッチ             | 京口紘人 （9位/ワタナベ）                  | ☆判定3-0★        | ホセ・アルグメド （王者/ メキシコ）               |
| 7月28日  | 中国・上海 上海オリエタルスポーツセンター                                   | WBO世界フライ級 タイトルマッチ。             | 木村翔 （王者/青木）                       | ☆11回2分28秒TKO★ | 鄒市明 （王者/ 中国）                             |
| 8月15日  | 京都府京都市北区 島津アリーナ京都                                           | WBC世界バンタム級 タイトルマッチ             | 山中慎介 （王者/帝拳）                     | ★4回2分29秒TKO☆  | ルイス・ネリ （1位/ メキシコ）                    |
| 8月26日  | アメリカ合衆国・カリフォルニア州カーソン スタブハブ・センター               | WBO世界スーパーウェルター級 王座決定戦       | 亀海喜寛 （6位/帝拳）                      | ★判定0-3☆        | ミゲール・コット （1位/ プエルトリコ）            |
| 8月27日  | 熊本県葦北郡芦北町 芦北町民総合センター「しろやまスカイドーム」             | WBO世界ミニマム級 タイトルマッチ             | 福原辰弥 （王者/本田フィットネス）         | ★判定0-3☆        | 山中竜也 （1位/真正）                             |
| 9月3日   | 京都府京都市北区 島津アリーナ京都                                           | WBA世界スーパーバンタム級 タイトルマッチ     | 久保隼 （王者/真正）                       | ★9回1分21秒TKO☆  | ダニエル・ローマン （2位/ アメリカ合衆国）        |
| 9月9日   | アメリカ合衆国・カリフォルニア州カーソン スタブハブ・センター               | WBO世界スーパーフライ級 タイトルマッチ       | 井上尚弥 （王者/大橋）                     | ☆6回終了TKO★     | アントニオ・ニエベス （7位/ アメリカ合衆国）      |
| 9月9日   | アメリカ合衆国・カリフォルニア州カーソン スタブハブ・センター               | WBC世界スーパーフライ級 タイトルマッチ       | ローマン・ゴンサレス （1位/ ニカラグア）   | ★4回1分18秒KO☆   | シーサケット・ソー・ルンヴィサイ （王者/ タイ）   |
| 9月13日  | 大阪府大阪市浪速区 大阪府立体育会館                                         | WBO世界ライトフライ級 タイトルマッチ         | 田中恒成 （王者/畑中）                     | ☆9回1分27秒TKO★  | パランポン・CPフレッシュマート （13位/ タイ）     |
| 9月13日  | 大阪府大阪市浪速区 大阪府立体育会館                                         | IBF世界スーパーバンタム級 タイトルマッチ     | 小國以載 （王者/角海老宝石）               | ★6回2分16秒TKO☆  | 岩佐亮佑 （3位/セレス）                           |
| 9月22日  | アメリカ合衆国・アリゾナ州ツーソン ツーソン・コンベンションセンター         | WBO世界フェザー級 タイトルマッチ             | ジェネシス・セルバニア （4位/ フィリピン） | ★判定0-3☆        | オスカル・バルデス （王者/ メキシコ）             |
| 9月23日  | アメリカ合衆国・カリフォルニア州イングルウッド ザ・フォーラム               | WBA世界ライト級 タイトルマッチ               | ホルヘ・リナレス （王者/ ベネズエラ）      | ☆判定2-1★        | ルーク・キャンベル （1位/ イギリス）              |
| 10月22日 | 東京都墨田区 両国国技館                                                     | WBC世界ライトフライ級 タイトルマッチ         | 拳四朗 （王者/B.M.B）                      | ☆判定2-0★        | ペドロ・ゲバラ （1位/ メキシコ）                  |
| 10月22日 | 東京都墨田区 両国国技館                                                     | WBC世界フライ級 タイトルマッチ               | 比嘉大吾 （王者/白井・具志堅）             | ☆7回1分10秒TKO★  | トマ・マソン （6位/ フランス）                    |
| 10月22日 | 東京都墨田区 両国国技館                                                     | WBA世界ミドル級 タイトルマッチ               | 村田諒太 （1位/帝拳）                      | ☆7回終了TKO★     | ハッサン・ヌダム・ヌジカム （王者/ フランス）     |
| 10月28日 | イギリス・カーディフ プリンシパリティ・スタジアム                           | WBA世界スーパーフライ級 タイトルマッチ       | 石田匠 （1位/井岡）                        | ★判定0-3☆        | カリッド・ヤファイ （王者/ イギリス）             |
| 11月4日  | アメリカ合衆国・ニューヨーク州ニューヨーク市 バークレイズ・センター         | IBF世界スーパーライト級 王座決定戦           | 近藤明広 （10位/一力）                     | ★判定0-3☆        | セルゲイ・リピネッツ （1位/ ロシア）              |
| 11月24日 | タイ・ナコーンラーチャシーマー県                                            | WBC世界ミニマム級 タイトルマッチ             | 福原辰弥 （10位/本田フィットネス）         | ★判定0-3☆        | ワンヒン・ミナヨーティン （王者/ タイ）           |
| 12月1日  | 東京都文京区 後楽園ホール                                                   | WBO女子世界ライトフライ級 王座決定戦         | 藤岡奈穂子 （竹原&畑山ジム）               | ☆判定3-0★        | ヨカスタ・バジェ （ コスタリカ）                  |
| 12月9日  | アメリカ合衆国・ネバダ州ラスベガス市 マンダレイ・ベイ・イベント・センター   | IBF世界スーパーフェザー級 王座決定戦         | 尾川堅一 （4位/帝拳）                      | ☆判定2-1★        | テビン・ファーマー （5位/ アメリカ合衆国）        |
| 12月30日 | 神奈川県横浜市中区 横浜文化体育館                                           | WBC世界ライトフライ級 タイトルマッチ         | 拳四朗 （王者/B.M.B）                      | ☆4回1分12秒TKO★  | ヒルベルト・ペドロサ （11位/ パナマ）             |
| 12月30日 | 神奈川県横浜市中区 横浜文化体育館                                           | WBO世界スーパーフライ級 タイトルマッチ       | 井上尚弥 （王者/大橋）                     | ☆3回1分40秒TKO★  | ヨアン・ボワイヨ （6位/ フランス）                |
| 12月31日 | 東京都大田区 大田区総合体育館                                               | IBF世界ミニマム級 タイトルマッチ             | 京口紘人 （王者/ワタナベ）                 | ☆8回2分28秒TKO★  | カルロス・ブイトラゴ （3位/ ニカラグア）          |
| 12月31日 | 東京都大田区 大田区総合体育館                                               | WBO世界フライ級 タイトルマッチ               | 木村翔 （王者/青木）                       | ☆9回2分34秒TKO★  | 五十嵐俊幸 （1位/帝拳）                           |
| 12月31日 | 東京都大田区 大田区総合体育館                                               | WBA・IBF世界ライトフライ級 王座統一戦        | 田口良一 （WBA王者/ワタナベ）              | ☆判定3-0★        | ミラン・メリンド （IBF王者/ フィリピン）          |

## モータースポーツ
FIA F1世界選手権シリーズ
- ドライバーズ・チャンピオン：ルイス・ハミルトン（ イギリス・メルセデスAMG F1、2年ぶり4度目）[296]
- コンストラクターズ・チャンピオン：メルセデスAMG F1（4年連続4度目）[297]
- F1日本グランプリ（10月6日〜8日、三重県鈴鹿市・鈴鹿サーキット/決勝5.807 km×53周）
  - 優勝：ルイス・ハミルトン（イギリス・メルセデスAMG F1） 1時間27分31秒194[298]（2年ぶり4回目）[299]

FIA 世界耐久選手権シリーズ（WEC）
- 第85回ル・マン24時間耐久自動車レース決勝（6月17日・18日、 フランス・ル・マン市・サルト・サーキット/1周13.629 km）
  - 総合優勝・LMP1クラス優勝：ポルシェ・919ハイブリッド2号車 367周[300]
  - LMP2クラス優勝：オレカ07・ギブソン38号車 366周[300]
  - LM-GTEプロクラス優勝：アストンマーティン・ヴァンテージ97号車 340周[300]
  - LM-GTEアマクラス優勝：フェラーリ・458イタリア84号車 333周[300]

## ラグビー

### 第54回日本選手権
- 第54回日本ラグビーフットボール選手権大会・決勝（1月29日、東京都港区・秩父宮ラグビー場）
  - サントリーサンゴリアス（4季ぶり7度目） 15-10 パナソニック ワイルドナイツ[301]

### ジャパンラグビートップリーグ
- リーグ優勝：サントリーサンゴリアス（4季ぶり4度目）[302]

### 日本の学生ラグビー
- 第96回全国高等学校ラグビーフットボール大会・決勝（1月7日、大阪府東大阪市・東大阪市花園ラグビー場）
  - 東福岡高等学校（福岡県代表、2年ぶり6度目） 28-21 東海大学付属仰星高等学校（大阪第1地区代表）[303]
- 第53回全国大学ラグビーフットボール選手権大会・決勝（1月9日、秩父宮ラグビー場）
  - 帝京大学（8年連続8度目） 33-26 東海大学[304]

## 陸上競技

### マラソン

#### 総合
- 東京マラソン2017（2月26日、東京都新宿区・東京都庁前スタート→千代田区・東京駅前フィニッシュ）
  - 男子優勝：ウィルソン・キプサング・キプロティチ（ ケニア） 2時間03分58秒（日本国内最高記録を更新して初優勝）[305]
  - 日本人最高：井上大仁（三菱日立パワーシステムズ長崎） 2時間08分22秒（8位）[306]
  - 女子優勝：サラ・チェプチルチル（英語版）（ ケニア） 2時間19分47秒（日本国内最高記録を更新して初優勝）[307]
  - 日本人最高：藤本彩夏（京セラ） 2時間27分08秒（4位）[307]

#### 男子
- 第66回別府大分毎日マラソン（2月5日、大分県大分市・大分マリーンパレス水族館（うみたまご）前スタート→大分市営陸上競技場フィニッシュ）
  - 優勝：中本健太郎（安川電機） 2時間09分32秒（マラソン初制覇）[308]
- 第72回びわ湖毎日マラソン（3月5日、滋賀県大津市・皇子山陸上競技場発着）
  - 優勝：エゼキエル・キプトー・チェビー（英語版）（ ケニア) 2時間09分06秒（初優勝）
  - 日本人最高：佐々木悟（旭化成） 2時間10分10秒（4位）[309]
- 第71回福岡国際マラソン（12月3日、福岡県福岡市中央区・平和台陸上競技場発着）
  - 優勝：ソンドレノールスタッド・モーエン（ ノルウェー） 2時間05分48秒（初出場で初優勝）[310]
  - 日本人最高：大迫傑（ナイキ・オレゴン・プロジェクト） 2時間07分19秒（3位・マラソングランドチャンピオンシップ（MGC）出場権獲得）[310]

#### 女子
- 第36回大阪国際女子マラソン（1月29日、大阪府大阪市東住吉区・ヤンマースタジアム長居発着）
  - 優勝：重友梨佐（天満屋） 2時間24分22秒（5年ぶり2度目）[311]
- 名古屋ウィメンズマラソン2017（3月12日、愛知県名古屋市東区・ナゴヤドーム前スタート→ナゴヤドーム内フィニッシュ）
  - 優勝：ユニス・ジェプキルイ・キルワ（ バーレーン） 2時間21分17秒（大会新記録をマークして大会三連覇）[47]
  - 日本人最高：安藤友香（スズキ浜松アスリートクラブ） 2時間21分36秒（2位・初マラソン日本最高記録更新）[47]
- 第3回さいたま国際マラソン（11月12日、埼玉県さいたま市中央区・さいたまスーパーアリーナ前発着）
  - 優勝：チェイエチ・ダニエル（ ケニア） 2時間28分39秒（大会連覇・ただし距離不足のため参考記録扱い）[145][312]
  - 日本人最高：岩出玲亜（ドーム） 2時間31分10秒（5位）[312]

### 駅伝

#### 男女同日開催
- 男子第68回・女子第29回全国高等学校駅伝競走大会（12月24日、京都府京都市右京区・西京極陸上競技場発着/男子7区間・42.195 km/女子5区間・21.0975 km）
  - 男子優勝：佐久長聖高等学校（長野県） 2時間02分44秒（9年ぶり2度目）[313]
  - 女子優勝：仙台育英学園高等学校（宮城県） 1時間06分35秒（23年ぶり3度目）[314]

#### 男子
- 第61回全日本実業団対抗駅伝競走大会（1月1日、群馬県前橋市・群馬県庁前発着/7区間・100.0 km）
  - 優勝：旭化成（九州地区・宮崎県） 4時間49分55秒（18年ぶり22度目）[315]
- 第93回東京箱根間往復大学駅伝競走（1月2日・3日、東京都千代田区・読売新聞東京本社前⇔神奈川県足柄下郡箱根町・芦ノ湖往復/往路5区間・107.5 km/復路5区間・109.6 km）
  - 総合優勝：青山学院大学 11時間04分10秒（3年連続3度目）[316]
  - 往路優勝：青山学院大学 5時間33分45秒（3年連続3度目）[316]
  - 復路優勝：青山学院大学 5時間30分25秒（3年連続3度目）[316]
- 第22回天皇盃全国都道府県対抗男子駅伝競走大会（1月22日、広島県広島市中区・広島平和記念公園前発着/7区間・48.0 km）
  - 優勝：長野県 2時間19分9秒（3年ぶり7度目）[317]
- 第29回出雲全日本大学選抜駅伝競走（10月9日、島根県出雲市・出雲大社正面鳥居前スタート→出雲ドーム前フィニッシュ/6区間・45.1 km）
  - 優勝：東海大学 2時間11分59秒（10年ぶり4度目）[318]
- 第49回全日本大学駅伝対校選手権大会（11月5日、愛知県名古屋市熱田区・熱田神宮西門前スタート→三重県伊勢市・伊勢神宮内宮宇治橋前フィニッシュ/8区間・106.8 km）
  - 優勝：神奈川大学 5時間12分49秒（20年ぶり3度目）[319]

#### 女子
- 第35回皇后盃全国都道府県対抗女子駅伝競走大会（1月15日、西京極陸上競技場発着/9区間・42.195 km）
  - 優勝：京都府 2時間17分45秒（3年ぶり16度目）[11]
- 第35回全日本大学女子駅伝対校選手権大会（10月29日、宮城県仙台市宮城野区・弘進ゴム アスリートパーク仙台スタート→青葉区・仙台市役所前市民広場フィニッシュ/6区間・38.0 km）
  - 優勝：名城大学 2時間05分15秒（12年ぶり2度目）[320]
- 第37回全日本実業団対抗女子駅伝競走大会（11月26日、宮城県宮城郡松島町・松島町文化観光交流館前スタート→弘進ゴム アスリートパーク仙台フィニッシュ/6区間・42.195 km）
  - 優勝：パナソニック 2時間17分07秒（初優勝）[注 7][322][323]
- 第12回全日本大学女子選抜駅伝競走大会（12月30日、静岡県富士宮市・富士山本宮浅間大社前スタート/富士市・富士総合運動公園陸上競技場フィニッシュ/7区間・43.4 km）
  - 優勝：立命館大学 2時間23分46秒（5年連続11度目）[324]

## 死去

### 1月
- 2日
  - ジャン・ヴュアルネ（ チュニジア/ フランス、アルペンスキー、* 1933年）[325]
  - ダリル・スペンサー（ アメリカ合衆国、野球〈内野手、元サンフランシスコ・ジャイアンツ・阪急ブレーブスなど〉、* 1928年）[326]
- 6日 - 加茂公成（東京都、テニス〈日本テニス協会顧問、1955年全米ダブルス選手権覇者〉、* 1932年）[327]
- 11日 - 穂積秀一（群馬県、ボクシング〈元帝拳ボクシングジム所属、元日本フライ級王者〉、* 1959年）[328]
- 12日 - 小浜元孝（東京都、バスケットボール〈元男子日本代表及びいすゞ自動車・横浜監督〉、* 1932年）[329]
- 15日 
  - ジミー・スヌーカ（ フィジー、プロレス〈米国のWWEで殿堂入り。日本でも活躍。「スーパーフライ」「飛獄」の異名で知られる〉、* 1943年）[330]
  - 木之本興三（千葉県、サッカー〈元古河電工【現・ジェフ市原・千葉】選手・日本プロサッカーリーグ専務理事・日本サッカー協会常務理事など。Jリーグ創設立役者の1人〉、* 1949年）[331]
- 19日 - ウィリー・クォートゥアー（ドイツ語版）、 ドイツ、ボクシング〈元欧州スーパーライト級元王者〉、* 1937年）[332]
- 20日 - カルロス・アルベルト・シルバ（ ブラジル、サッカー〈ブラジル代表監督、読売日本サッカークラブ監督〉、* 1939年）[333]
- 22日
  - ヨーダノ・ベンチュラ（ ドミニカ共和国、野球〈投手、カンザスシティ・ロイヤルズ、2015年のワールドシリーズ優勝メンバー〉、* 1991年）[334]
  - アンディ・マルテ（ ドミニカ共和国、野球〈内野手、元アリゾナ・ダイヤモンドバックスなど〉、* 1983年）[334]
- 27日 - 柿本政男（千葉県、競馬（千葉県競馬組合調教師・元騎手）、* 1957年）[335]
- 31日 - 間垣慶晃（ モンゴル、大相撲（元小結時天空）、* 1979年）[336]

### 2月
- 2日 - 岡野俊一郎（東京都、サッカー（JOC初代専務理事、元ANOC理事、元IOC委員、元日本サッカー協会会長、1964年東京五輪・1968年メキシコ五輪サッカー日本代表監督など。2002年W杯日韓合同大会を成功に導いた1人）、* 1931年）[337]
- 7日（死亡確認） - 泉田純（宮城県、大相撲・プロレス（元東関部屋所属力士、全日本プロレス・プロレスリング・ノアに所属）、* 1965年）[338]
- 10日
  - 山中毅（石川県、競泳（1956年メルボルン・1960年ローマ・1964年東京五輪で4個の銀メダル獲得、1983年に国際水泳殿堂入り）、* 1939年）[339]
  - マイク・イリッチ（ アメリカ合衆国、実業家（MLB・デトロイト・タイガース及びNHL・デトロイト・レッドウィングスオーナー、ホッケーの殿堂表彰者）、* 1929年）[340]
- 11日 - ファブ・メロ（英語版）（ ブラジル、バスケットボール（NBA・元ボストン・セルティックス）、* 1990年）[341]
- 12日
  - 岡久留実（山梨県、新体操（日本新体操連盟理事、アトランタ五輪日本代表コーチ・2014年仁川アジア大会監督）、* 1961年）[342]
  - （死亡公表） シオネ・ラウアキ（英語版）（ トンガ、ラグビー（元ニュージーランド代表）、* 1981年）[343]
  - （死亡公表） チャボ・ゲレロ・シニア（ アメリカ合衆国、プロレス（全日本プロレス、新日本プロレスなどで活躍）、* 1949年）[344]
- 14日 - 田村奈津枝（愛媛県、サッカー（日本サッカー協会ナショナルトレセンコーチ。元日テレ・ベレーザ・INAC神戸レオネッサ選手）、* 1982年）[345]
- 18日 - ナデジダ・オリザレンコ（旧 ソビエト連邦、陸上競技（1980年モスクワ五輪800メートル金メダリスト）、* 1953年）[346]
- 19日 - 藤池昇龍（福岡県、野球・ゴルフ（元大洋【現・横浜DeNA】・日拓【現・北海道日本ハム】捕手。1983年九州オープン・2003年日本プロシニア選手権優勝、日本プロゴルフ協会理事）、* 1953年）[347][348]

### 3月
- 1日 - 桑原楽之（広島県、サッカー（元東洋工業サッカー部【現・広島】所属・元日本代表。1968年メキシコ五輪に出場）、* 1942年）[349]
- 3日 - レイモン・コパ（ フランス、サッカー（元フランス代表、スタッド・ランス・レアル・マドリード所属）、* 1931年）[350]
- 7日 
  - ロン・バス（ アメリカ合衆国、プロレス（全日本プロレス及び国際プロレス参戦経験あり）、* 1948年）[351]
  - 宮部行範（東京都、スピードスケート（1992年アルベールビル五輪男子1000m銅メダリスト・1994年リレハンメル五輪代表、W杯スピードスケート1994-1995シーズン総合優勝。JOC職員）、* 1968年）[352]
- 8日 - ルー・デュバ（ アメリカ合衆国、ボクシング（ボクシングトレーナー。1987年世界ボクシング協会（WBA）年間最優秀トレーナー賞受賞、1998年国際ボクシング殿堂入り。イベンダー・ホリフィールドなどを育てる）、* 1922年）[353]
- 9日 - アンソニー・デラール（英語版）（ フランス、モータースポーツ（チームスズキ所属。FIM世界耐久選手権五度制覇）、* 1982年）[354]
- 10日
  - ジョン・サーティース（ イギリス、モータースポーツ（ロードレース世界選手権とFIA F1世界選手権を両方制した唯一の人物）、* 1934年）[355]
  - アニバル・ルイス（ パラグアイ、サッカー（元選手、監督、2006 FIFAワールドカップパラグアイ代表監督）、* 1942年）[356]。
- 11日（死去判明） -  岩永祥紀（宮城県、大相撲（元幕内春日富士・日本相撲協会理事）、* 1966年）[357]
- 13日 
  - 村岡博人（東京都、サッカー（東京教育大学蹴球部【現・筑波大学蹴球部】所属・元日本代表）、* 1931年）[358]
  - エド・ウィットロック（英語版）（ カナダ、陸上競技（2003年に70歳代で世界初のマラソンサブスリー（3時間切り）を達成した人物）、* 1931年）[359]

### 4月
- 4日 - カール・シュトッツ（ドイツ語版）（ オーストリア、サッカー（元オーストリア代表選手、FKアウストリア・ウィーン元監督）、* 1927年）[360]
- 5日 - 西三雄（和歌山県、野球（元大毎オリオンズ投手）、* 1938年）[361]
- 8日 - フィッシュマン（ メキシコ、プロレス（ルチャリブレの覆面レスラーとして活躍、また新日本プロレスに参戦経験あり）、* 1951年）[362]
- 10日 - ラリー・シャープ（ アメリカ合衆国、プロレス、* 1950年）[363]
- 20日 - ジャーメイン・メイソン（ ジャマイカ/ イギリス、陸上競技、* 1983年）[364][365]
- 21日 - ウーゴ・エヒオグ（ イングランド、サッカー（元イングランド代表選手）、* 1972年）[366]。
- 22日 - ミケーレ・スカルポーニ（ イタリア、サイクルロードレース（2011年ジロ・デ・イタリア優勝など通算25勝）、* 1979年）[367]
- 25日 - 阿部四郎（福島県、プロレス（全日本女子プロレス元レフェリー、プロレスリングプロモーター）、* 1940年）[368]
- 27日 - 市川晋松（長崎県、大相撲（第50代横綱・佐田の山。1992年から1998年まで日本相撲協会理事長）、* 1938年）[369]

### 5月
- 2日 - 土門正夫（神奈川県、スポーツアナウンサー〈NHKアナウンサーとして数多くのスポーツ実況を担当。NHK退局後もフリーとして『サンテレビボックス席』の実況などで活躍〉、* 1930年）[370]
- 12日 - 16代木村玉光（京都府、大相撲元三役格行司【花籠部屋→放駒部屋→芝田山部屋所属】、* 1950年）[371]
- 16日 - ダグ・サマーズ（ アメリカ合衆国、プロレス、* 1951年）[372]
- 26日 
  - 小栗祐治（富山県、カーリング〈北海道常呂町（現：北見市）でカーリングの普及に尽力、常呂カーリング協会初代会長として敦賀信人ら五輪選手育成に携わった〉、* 1929年）[373]
  - ジム・バニング（ アメリカ合衆国、野球〈投手。デトロイト・タイガース・フィラデルフィア・フィリーズ等に所属。MLB通算224勝を挙げアメリカ野球殿堂入り。野球選手引退後に政治家に転身〉、* 1931年）[374]
- 29日 - ボグダン・ドチェフ（英語版、ブルガリア語版）〈 ブルガリア、サッカー審判員。1986 FIFAワールドカップ準々決勝 アルゼンチン対イングランドの副審）、* 1935年〉[375]

### 6月
- 1日 - ジャック・マクロスキー（英語版）（ アメリカ合衆国、バスケットボール（元デトロイト・ピストンズGM）、* 1925年）[376]
- 5日 - シェイク・ティオテ（ コートジボワール、サッカー、* 1986年）[377]
- 8日 - ロン・スター（ アメリカ合衆国、プロレス、* 1950年）[378]
- 16日 - 河野昌人（佐賀県、野球（元広島・ダイエー【現・ソフトバンク】投手、2000年シドニー五輪代表）、* 1978年）[379]
- 23日 - ミスター・ポーゴ（群馬県、プロレス、* 1951年）[380]
- 24日 - 永射保（鹿児島県、野球（元広島、西武投手）、* 1953年）[381]
- 28日 - 森慎二（山口県、野球（現西武一軍投手コーチ、元投手）、* 1974年）[382]

### 7月
- 1日 - 上田利治（徳島県、野球（元広島捕手・コーチ、阪急【現オリックス】コーチ・監督、日本ハム監督。2003年に野球殿堂入り）、* 1937年）[383]
- 15日 - 東海林周太郎（山形県、バスケットボール（メルボルン五輪・ローマ五輪日本代表、元バスケットボール日本リーグ機構専務理事）、* 1933年）[384]
- 16日 - 石沢隆夫（千葉県、陸上競技（元100メートル競走日本記録保持者・日本陸上競技連盟理事）、* 1952年）[385]
- 22日 - ジョン・クンドラ（ アメリカ合衆国、バスケットボール（元ミネアポリス・レイカーズ監督。1995年バスケットボール殿堂入り）、* 1916年）[386]
- 23日 - メルビン・ローズ（ オーストラリア、テニス（1954年全豪オープン・1958年全仏オープンシングルス優勝、2001年国際テニス殿堂入り）、* 1930年）[387]

### 8月
- 1日 - ジェローム・ゴルマー（フランス語版）（ フランス、テニス、* 1973年）[388]
- 3日 - アンヘル・ニエト（ スペイン、モーターサイクル・ロードレーサー、* 1947年）[389]
- 6日
  - ドン・ベイラー（ アメリカ合衆国、野球〈ボルチモア・オリオールズなど所属〉、* 1949年）[390]
  - ダレン・ドールトン（ アメリカ合衆国、野球〈フィラデルフィア・フィリーズなど〉、* 1962年）[391]
  - ベティ・カスバート（ オーストラリア、陸上競技（1964年東京オリンピック女子400m金メダリスト）、* 1938年）[392]
- 8日 - 倍賞鉄夫（東京都、プロレス（新日本プロレスリング株式会社元副社長、同社元リングアナウンサー）、* 1949年）[393]
- 27日 - 高塚猛（東京都、野球（元福岡ダイエーホークスオーナー代行兼球団社長）、* 1947年）[394]
- 28日 - ジャド・ヒースコート（英語版）（ アメリカ合衆国、バスケットボール（元ミシガン州立大学監督〔1979年全米大学選手権優勝監督〕、カレッジバスケットボール殿堂入り）、* 1927年）[395]

### 9月
- 3日 
  - シュガー・ラモス（ キューバ、ボクシング〈元WBA・WBC世界フェザー級王者〉、* 1941年）[396]
  - 谷村孝（福岡県、バレーボール〈元日本代表・パナソニック・パンサーズ所属〉、* 1982年）[397]
- 4日 
  - 宮本省三（大阪府、ゴルフ〈1967年日本プロ優勝など通算12勝〉、* 1940年）[398]
  - 長崎昭義（青森県、ノルディックスキー〈1968年グルノーブルオリンピック、1972年札幌オリンピック距離競技日本代表〉、* 1945年）[399][400]
- 8日 - 友鵬勝尊（沖縄県、大相撲〈大嶽部屋世話人、元幕下〉、* 1956年）[401]
- 15日 - 飯田明弘（愛知県、競馬（元日本中央競馬会騎手・調教師。飯田祐史日本中央競馬会調教師・元騎手の実父）、* 1946年）[402]
- 16日 - 清元登子（熊本県、ゴルフ（日本女子プロゴルフ協会顧問・元会長、ツアー通算8勝（1978年日本女子オープン覇者）。2017年に日本プロゴルフ殿堂入り）、* 1939年）[403]
- 17日 
  - ボビー・ヒーナン（ アメリカ合衆国、プロレス〈レスラー、マネージャー〉、* 1944年）[404]
  - デーブ・ヒルトン（ アメリカ合衆国、野球〈元パドレス・ヤクルト・阪神内野手。1978年ヤクルトの日本一に貢献〉、* 1950年）[405]
- 18日 - 渡辺健司（東京都、競泳（1984年ロサンゼルス五輪から三大会連続で日本代表に選出）、* 1969年）[406]
- 19日 - ジェイク・ラモッタ（ アメリカ合衆国、ボクシング〈元世界ミドル級チャンピオン〉、* 1922年）[407]
- 20日 - ジョン・ニコルソン（ ニュージーランド、モータースポーツ〈元F1パイロット〉、* 1941年）[408]
- 29日 - リュドミラ・ベルソワ（旧 ソビエト連邦、フィギュアスケート〈オリンピックで2大会連続金メダリスト〉、* 1935年）[409]

### 10月
- 4日 - 進藤侑（群馬県、競艇（A1レーサー）、* 1983年）[410]

### 11月
- 4日 - 大剛鉄之助（宮城県、大相撲（元二所ノ関部屋所属）・プロレス、* 1942年）[411]
- 5日 - ドン荒川（鹿児島県、プロレス（元新日本プロレス・SWS所属。SWSには旗揚げにも参加）、* 1946年）[412]
- 7日 - ロイ・ハラデイ（ アメリカ合衆国、野球（元トロント・ブルージェイズ、フィラデルフィア・フィリーズ投手。通算203勝、二度のサイ・ヤング賞を獲得）、* 1977年）[413]
- 9日 - 瀬戸口勉（鹿児島県、競馬（元日本中央競馬会騎手・調教師）、* 1936年）[414]
- 19日 - ヤナ・ノボトナ（ チェコ、テニス（元世界ランキング2位・1998年ウィンブルドン選手権覇者。2005年に国際テニス殿堂入り）、* 1968年）[415]
- 23日 - ミゲル・アルフレド・ゴンザレス（ キューバ、野球（投手。元キューバ代表・フィラデルフィア・フィリーズ所属）、* 1983年）[416]

### 12月
- 9日 - ベンジャミン・マッシング（フランス語版）（ カメルーン、サッカー（元カメルーン代表）、* 1962年）[417]